# Z (шахова тема)
Те́ма «Z» (ЗЕТ) — тема в шаховій композиції, яка може бути виражена в ортодоксальному і неортодоксальному жанрах. Суть теми — в процесі гри чорний чи білий ферзь чітко рухається спочатку по горизонталі,  потім по діагоналі і згодом по горизонталі, цей рух  нагадує зображення латинської букви «Z».

## Історія
Ідею запропонував український проблеміст Роман Залокоцький (03.05.1940 — 17.09.2021). Перша його задача на цей задум була опублікована у 1959 році.
В процесі гри внаслідок руху білого або чорного ферзя по горизонтальній, діагональній і знову горизонтальній лініях, а отже, шлях цього руху на шаховій дошці нагадує латинську  букву «Z». Через цей геометричний маневр ферзя ідея дістала назву— тема «Z» (ЗЕТ).
Статті  про цю тему були надруковані в українському журналі «Чорно-білі стежини» та російському журналі  «Кудесник».
Шаховий композитор Валентин Хупченко в своїй статті в журналі «Чорно-білі стежини» №1 за 2014 рік «Ще раз про тему (Зет)», писав так: «І на закінчення: найцікавіше те, що маневр ферзя (до четвертої задачі h#5) по шахівниці символізує першу літеру прізвища автора теми – Z alokotski.
Існує біла форма, чорна форма і повна форма.

## Біла форма
Перша задача на тему «Z» (ЗЕТ) була створена в ортодоксальному жанрі, тобто в задачі на прямий мат. В задачах на білу форму тематичні ходи робить білий ферзь.
|   | a | b | c | d | e | f | g | h |   |
| 8 | h8 чорний король · f7 білий слон · f6 чорний пішак · h6 білий король · a5 чорний пішак · d5 чорна тура · g5 білий пішак · d4 чорний пішак · c3 чорний кінь · d2 чорний кінь · a1 білий ферзь | h8 чорний король · f7 білий слон · f6 чорний пішак · h6 білий король · a5 чорний пішак · d5 чорна тура · g5 білий пішак · d4 чорний пішак · c3 чорний кінь · d2 чорний кінь · a1 білий ферзь | h8 чорний король · f7 білий слон · f6 чорний пішак · h6 білий король · a5 чорний пішак · d5 чорна тура · g5 білий пішак · d4 чорний пішак · c3 чорний кінь · d2 чорний кінь · a1 білий ферзь | h8 чорний король · f7 білий слон · f6 чорний пішак · h6 білий король · a5 чорний пішак · d5 чорна тура · g5 білий пішак · d4 чорний пішак · c3 чорний кінь · d2 чорний кінь · a1 білий ферзь | h8 чорний король · f7 білий слон · f6 чорний пішак · h6 білий король · a5 чорний пішак · d5 чорна тура · g5 білий пішак · d4 чорний пішак · c3 чорний кінь · d2 чорний кінь · a1 білий ферзь | h8 чорний король · f7 білий слон · f6 чорний пішак · h6 білий король · a5 чорний пішак · d5 чорна тура · g5 білий пішак · d4 чорний пішак · c3 чорний кінь · d2 чорний кінь · a1 білий ферзь | h8 чорний король · f7 білий слон · f6 чорний пішак · h6 білий король · a5 чорний пішак · d5 чорна тура · g5 білий пішак · d4 чорний пішак · c3 чорний кінь · d2 чорний кінь · a1 білий ферзь | h8 чорний король · f7 білий слон · f6 чорний пішак · h6 білий король · a5 чорний пішак · d5 чорна тура · g5 білий пішак · d4 чорний пішак · c3 чорний кінь · d2 чорний кінь · a1 білий ферзь | 8 |
| 7 | h8 чорний король · f7 білий слон · f6 чорний пішак · h6 білий король · a5 чорний пішак · d5 чорна тура · g5 білий пішак · d4 чорний пішак · c3 чорний кінь · d2 чорний кінь · a1 білий ферзь | h8 чорний король · f7 білий слон · f6 чорний пішак · h6 білий король · a5 чорний пішак · d5 чорна тура · g5 білий пішак · d4 чорний пішак · c3 чорний кінь · d2 чорний кінь · a1 білий ферзь | h8 чорний король · f7 білий слон · f6 чорний пішак · h6 білий король · a5 чорний пішак · d5 чорна тура · g5 білий пішак · d4 чорний пішак · c3 чорний кінь · d2 чорний кінь · a1 білий ферзь | h8 чорний король · f7 білий слон · f6 чорний пішак · h6 білий король · a5 чорний пішак · d5 чорна тура · g5 білий пішак · d4 чорний пішак · c3 чорний кінь · d2 чорний кінь · a1 білий ферзь | h8 чорний король · f7 білий слон · f6 чорний пішак · h6 білий король · a5 чорний пішак · d5 чорна тура · g5 білий пішак · d4 чорний пішак · c3 чорний кінь · d2 чорний кінь · a1 білий ферзь | h8 чорний король · f7 білий слон · f6 чорний пішак · h6 білий король · a5 чорний пішак · d5 чорна тура · g5 білий пішак · d4 чорний пішак · c3 чорний кінь · d2 чорний кінь · a1 білий ферзь | h8 чорний король · f7 білий слон · f6 чорний пішак · h6 білий король · a5 чорний пішак · d5 чорна тура · g5 білий пішак · d4 чорний пішак · c3 чорний кінь · d2 чорний кінь · a1 білий ферзь | h8 чорний король · f7 білий слон · f6 чорний пішак · h6 білий король · a5 чорний пішак · d5 чорна тура · g5 білий пішак · d4 чорний пішак · c3 чорний кінь · d2 чорний кінь · a1 білий ферзь | 7 |
| 6 | h8 чорний король · f7 білий слон · f6 чорний пішак · h6 білий король · a5 чорний пішак · d5 чорна тура · g5 білий пішак · d4 чорний пішак · c3 чорний кінь · d2 чорний кінь · a1 білий ферзь | h8 чорний король · f7 білий слон · f6 чорний пішак · h6 білий король · a5 чорний пішак · d5 чорна тура · g5 білий пішак · d4 чорний пішак · c3 чорний кінь · d2 чорний кінь · a1 білий ферзь | h8 чорний король · f7 білий слон · f6 чорний пішак · h6 білий король · a5 чорний пішак · d5 чорна тура · g5 білий пішак · d4 чорний пішак · c3 чорний кінь · d2 чорний кінь · a1 білий ферзь | h8 чорний король · f7 білий слон · f6 чорний пішак · h6 білий король · a5 чорний пішак · d5 чорна тура · g5 білий пішак · d4 чорний пішак · c3 чорний кінь · d2 чорний кінь · a1 білий ферзь | h8 чорний король · f7 білий слон · f6 чорний пішак · h6 білий король · a5 чорний пішак · d5 чорна тура · g5 білий пішак · d4 чорний пішак · c3 чорний кінь · d2 чорний кінь · a1 білий ферзь | h8 чорний король · f7 білий слон · f6 чорний пішак · h6 білий король · a5 чорний пішак · d5 чорна тура · g5 білий пішак · d4 чорний пішак · c3 чорний кінь · d2 чорний кінь · a1 білий ферзь | h8 чорний король · f7 білий слон · f6 чорний пішак · h6 білий король · a5 чорний пішак · d5 чорна тура · g5 білий пішак · d4 чорний пішак · c3 чорний кінь · d2 чорний кінь · a1 білий ферзь | h8 чорний король · f7 білий слон · f6 чорний пішак · h6 білий король · a5 чорний пішак · d5 чорна тура · g5 білий пішак · d4 чорний пішак · c3 чорний кінь · d2 чорний кінь · a1 білий ферзь | 6 |
| 5 | h8 чорний король · f7 білий слон · f6 чорний пішак · h6 білий король · a5 чорний пішак · d5 чорна тура · g5 білий пішак · d4 чорний пішак · c3 чорний кінь · d2 чорний кінь · a1 білий ферзь | h8 чорний король · f7 білий слон · f6 чорний пішак · h6 білий король · a5 чорний пішак · d5 чорна тура · g5 білий пішак · d4 чорний пішак · c3 чорний кінь · d2 чорний кінь · a1 білий ферзь | h8 чорний король · f7 білий слон · f6 чорний пішак · h6 білий король · a5 чорний пішак · d5 чорна тура · g5 білий пішак · d4 чорний пішак · c3 чорний кінь · d2 чорний кінь · a1 білий ферзь | h8 чорний король · f7 білий слон · f6 чорний пішак · h6 білий король · a5 чорний пішак · d5 чорна тура · g5 білий пішак · d4 чорний пішак · c3 чорний кінь · d2 чорний кінь · a1 білий ферзь | h8 чорний король · f7 білий слон · f6 чорний пішак · h6 білий король · a5 чорний пішак · d5 чорна тура · g5 білий пішак · d4 чорний пішак · c3 чорний кінь · d2 чорний кінь · a1 білий ферзь | h8 чорний король · f7 білий слон · f6 чорний пішак · h6 білий король · a5 чорний пішак · d5 чорна тура · g5 білий пішак · d4 чорний пішак · c3 чорний кінь · d2 чорний кінь · a1 білий ферзь | h8 чорний король · f7 білий слон · f6 чорний пішак · h6 білий король · a5 чорний пішак · d5 чорна тура · g5 білий пішак · d4 чорний пішак · c3 чорний кінь · d2 чорний кінь · a1 білий ферзь | h8 чорний король · f7 білий слон · f6 чорний пішак · h6 білий король · a5 чорний пішак · d5 чорна тура · g5 білий пішак · d4 чорний пішак · c3 чорний кінь · d2 чорний кінь · a1 білий ферзь | 5 |
| 4 | h8 чорний король · f7 білий слон · f6 чорний пішак · h6 білий король · a5 чорний пішак · d5 чорна тура · g5 білий пішак · d4 чорний пішак · c3 чорний кінь · d2 чорний кінь · a1 білий ферзь | h8 чорний король · f7 білий слон · f6 чорний пішак · h6 білий король · a5 чорний пішак · d5 чорна тура · g5 білий пішак · d4 чорний пішак · c3 чорний кінь · d2 чорний кінь · a1 білий ферзь | h8 чорний король · f7 білий слон · f6 чорний пішак · h6 білий король · a5 чорний пішак · d5 чорна тура · g5 білий пішак · d4 чорний пішак · c3 чорний кінь · d2 чорний кінь · a1 білий ферзь | h8 чорний король · f7 білий слон · f6 чорний пішак · h6 білий король · a5 чорний пішак · d5 чорна тура · g5 білий пішак · d4 чорний пішак · c3 чорний кінь · d2 чорний кінь · a1 білий ферзь | h8 чорний король · f7 білий слон · f6 чорний пішак · h6 білий король · a5 чорний пішак · d5 чорна тура · g5 білий пішак · d4 чорний пішак · c3 чорний кінь · d2 чорний кінь · a1 білий ферзь | h8 чорний король · f7 білий слон · f6 чорний пішак · h6 білий король · a5 чорний пішак · d5 чорна тура · g5 білий пішак · d4 чорний пішак · c3 чорний кінь · d2 чорний кінь · a1 білий ферзь | h8 чорний король · f7 білий слон · f6 чорний пішак · h6 білий король · a5 чорний пішак · d5 чорна тура · g5 білий пішак · d4 чорний пішак · c3 чорний кінь · d2 чорний кінь · a1 білий ферзь | h8 чорний король · f7 білий слон · f6 чорний пішак · h6 білий король · a5 чорний пішак · d5 чорна тура · g5 білий пішак · d4 чорний пішак · c3 чорний кінь · d2 чорний кінь · a1 білий ферзь | 4 |
| 3 | h8 чорний король · f7 білий слон · f6 чорний пішак · h6 білий король · a5 чорний пішак · d5 чорна тура · g5 білий пішак · d4 чорний пішак · c3 чорний кінь · d2 чорний кінь · a1 білий ферзь | h8 чорний король · f7 білий слон · f6 чорний пішак · h6 білий король · a5 чорний пішак · d5 чорна тура · g5 білий пішак · d4 чорний пішак · c3 чорний кінь · d2 чорний кінь · a1 білий ферзь | h8 чорний король · f7 білий слон · f6 чорний пішак · h6 білий король · a5 чорний пішак · d5 чорна тура · g5 білий пішак · d4 чорний пішак · c3 чорний кінь · d2 чорний кінь · a1 білий ферзь | h8 чорний король · f7 білий слон · f6 чорний пішак · h6 білий король · a5 чорний пішак · d5 чорна тура · g5 білий пішак · d4 чорний пішак · c3 чорний кінь · d2 чорний кінь · a1 білий ферзь | h8 чорний король · f7 білий слон · f6 чорний пішак · h6 білий король · a5 чорний пішак · d5 чорна тура · g5 білий пішак · d4 чорний пішак · c3 чорний кінь · d2 чорний кінь · a1 білий ферзь | h8 чорний король · f7 білий слон · f6 чорний пішак · h6 білий король · a5 чорний пішак · d5 чорна тура · g5 білий пішак · d4 чорний пішак · c3 чорний кінь · d2 чорний кінь · a1 білий ферзь | h8 чорний король · f7 білий слон · f6 чорний пішак · h6 білий король · a5 чорний пішак · d5 чорна тура · g5 білий пішак · d4 чорний пішак · c3 чорний кінь · d2 чорний кінь · a1 білий ферзь | h8 чорний король · f7 білий слон · f6 чорний пішак · h6 білий король · a5 чорний пішак · d5 чорна тура · g5 білий пішак · d4 чорний пішак · c3 чорний кінь · d2 чорний кінь · a1 білий ферзь | 3 |
| 2 | h8 чорний король · f7 білий слон · f6 чорний пішак · h6 білий король · a5 чорний пішак · d5 чорна тура · g5 білий пішак · d4 чорний пішак · c3 чорний кінь · d2 чорний кінь · a1 білий ферзь | h8 чорний король · f7 білий слон · f6 чорний пішак · h6 білий король · a5 чорний пішак · d5 чорна тура · g5 білий пішак · d4 чорний пішак · c3 чорний кінь · d2 чорний кінь · a1 білий ферзь | h8 чорний король · f7 білий слон · f6 чорний пішак · h6 білий король · a5 чорний пішак · d5 чорна тура · g5 білий пішак · d4 чорний пішак · c3 чорний кінь · d2 чорний кінь · a1 білий ферзь | h8 чорний король · f7 білий слон · f6 чорний пішак · h6 білий король · a5 чорний пішак · d5 чорна тура · g5 білий пішак · d4 чорний пішак · c3 чорний кінь · d2 чорний кінь · a1 білий ферзь | h8 чорний король · f7 білий слон · f6 чорний пішак · h6 білий король · a5 чорний пішак · d5 чорна тура · g5 білий пішак · d4 чорний пішак · c3 чорний кінь · d2 чорний кінь · a1 білий ферзь | h8 чорний король · f7 білий слон · f6 чорний пішак · h6 білий король · a5 чорний пішак · d5 чорна тура · g5 білий пішак · d4 чорний пішак · c3 чорний кінь · d2 чорний кінь · a1 білий ферзь | h8 чорний король · f7 білий слон · f6 чорний пішак · h6 білий король · a5 чорний пішак · d5 чорна тура · g5 білий пішак · d4 чорний пішак · c3 чорний кінь · d2 чорний кінь · a1 білий ферзь | h8 чорний король · f7 білий слон · f6 чорний пішак · h6 білий король · a5 чорний пішак · d5 чорна тура · g5 білий пішак · d4 чорний пішак · c3 чорний кінь · d2 чорний кінь · a1 білий ферзь | 2 |
| 1 | h8 чорний король · f7 білий слон · f6 чорний пішак · h6 білий король · a5 чорний пішак · d5 чорна тура · g5 білий пішак · d4 чорний пішак · c3 чорний кінь · d2 чорний кінь · a1 білий ферзь | h8 чорний король · f7 білий слон · f6 чорний пішак · h6 білий король · a5 чорний пішак · d5 чорна тура · g5 білий пішак · d4 чорний пішак · c3 чорний кінь · d2 чорний кінь · a1 білий ферзь | h8 чорний король · f7 білий слон · f6 чорний пішак · h6 білий король · a5 чорний пішак · d5 чорна тура · g5 білий пішак · d4 чорний пішак · c3 чорний кінь · d2 чорний кінь · a1 білий ферзь | h8 чорний король · f7 білий слон · f6 чорний пішак · h6 білий король · a5 чорний пішак · d5 чорна тура · g5 білий пішак · d4 чорний пішак · c3 чорний кінь · d2 чорний кінь · a1 білий ферзь | h8 чорний король · f7 білий слон · f6 чорний пішак · h6 білий король · a5 чорний пішак · d5 чорна тура · g5 білий пішак · d4 чорний пішак · c3 чорний кінь · d2 чорний кінь · a1 білий ферзь | h8 чорний король · f7 білий слон · f6 чорний пішак · h6 білий король · a5 чорний пішак · d5 чорна тура · g5 білий пішак · d4 чорний пішак · c3 чорний кінь · d2 чорний кінь · a1 білий ферзь | h8 чорний король · f7 білий слон · f6 чорний пішак · h6 білий король · a5 чорний пішак · d5 чорна тура · g5 білий пішак · d4 чорний пішак · c3 чорний кінь · d2 чорний кінь · a1 білий ферзь | h8 чорний король · f7 білий слон · f6 чорний пішак · h6 білий король · a5 чорний пішак · d5 чорна тура · g5 білий пішак · d4 чорний пішак · c3 чорний кінь · d2 чорний кінь · a1 білий ферзь | 1 |
|   | a | b | c | d | e | f | g | h |   |

1.Da1 - h1! ~ 2. Kg6 #
1. ... T:g5 2. Dh1 - a8+ Tg8 3. Da8 : g8 #
- — - — - — -
1. ... Sf1 2. Kg6+ Sh2 3. D:h2 #
1. ... Sf3 2. Kg6+ Sh4 3. D:h4 #
Ходи білого ферзя на поля h1, а8 і g8 створюють рисунок у вигляді латинської букви «Z».
|   | a | b | c | d | e | f | g | h |   |
| 8 | d6 чорна тура · h6 чорний ферзь · f5 білий пішак · h5 чорний пішак · c4 чорний король · g4 чорний пішак · h4 білий король · h3 білий ферзь · g1 чорний слон | d6 чорна тура · h6 чорний ферзь · f5 білий пішак · h5 чорний пішак · c4 чорний король · g4 чорний пішак · h4 білий король · h3 білий ферзь · g1 чорний слон | d6 чорна тура · h6 чорний ферзь · f5 білий пішак · h5 чорний пішак · c4 чорний король · g4 чорний пішак · h4 білий король · h3 білий ферзь · g1 чорний слон | d6 чорна тура · h6 чорний ферзь · f5 білий пішак · h5 чорний пішак · c4 чорний король · g4 чорний пішак · h4 білий король · h3 білий ферзь · g1 чорний слон | d6 чорна тура · h6 чорний ферзь · f5 білий пішак · h5 чорний пішак · c4 чорний король · g4 чорний пішак · h4 білий король · h3 білий ферзь · g1 чорний слон | d6 чорна тура · h6 чорний ферзь · f5 білий пішак · h5 чорний пішак · c4 чорний король · g4 чорний пішак · h4 білий король · h3 білий ферзь · g1 чорний слон | d6 чорна тура · h6 чорний ферзь · f5 білий пішак · h5 чорний пішак · c4 чорний король · g4 чорний пішак · h4 білий король · h3 білий ферзь · g1 чорний слон | d6 чорна тура · h6 чорний ферзь · f5 білий пішак · h5 чорний пішак · c4 чорний король · g4 чорний пішак · h4 білий король · h3 білий ферзь · g1 чорний слон | 8 |
| 7 | d6 чорна тура · h6 чорний ферзь · f5 білий пішак · h5 чорний пішак · c4 чорний король · g4 чорний пішак · h4 білий король · h3 білий ферзь · g1 чорний слон | d6 чорна тура · h6 чорний ферзь · f5 білий пішак · h5 чорний пішак · c4 чорний король · g4 чорний пішак · h4 білий король · h3 білий ферзь · g1 чорний слон | d6 чорна тура · h6 чорний ферзь · f5 білий пішак · h5 чорний пішак · c4 чорний король · g4 чорний пішак · h4 білий король · h3 білий ферзь · g1 чорний слон | d6 чорна тура · h6 чорний ферзь · f5 білий пішак · h5 чорний пішак · c4 чорний король · g4 чорний пішак · h4 білий король · h3 білий ферзь · g1 чорний слон | d6 чорна тура · h6 чорний ферзь · f5 білий пішак · h5 чорний пішак · c4 чорний король · g4 чорний пішак · h4 білий король · h3 білий ферзь · g1 чорний слон | d6 чорна тура · h6 чорний ферзь · f5 білий пішак · h5 чорний пішак · c4 чорний король · g4 чорний пішак · h4 білий король · h3 білий ферзь · g1 чорний слон | d6 чорна тура · h6 чорний ферзь · f5 білий пішак · h5 чорний пішак · c4 чорний король · g4 чорний пішак · h4 білий король · h3 білий ферзь · g1 чорний слон | d6 чорна тура · h6 чорний ферзь · f5 білий пішак · h5 чорний пішак · c4 чорний король · g4 чорний пішак · h4 білий король · h3 білий ферзь · g1 чорний слон | 7 |
| 6 | d6 чорна тура · h6 чорний ферзь · f5 білий пішак · h5 чорний пішак · c4 чорний король · g4 чорний пішак · h4 білий король · h3 білий ферзь · g1 чорний слон | d6 чорна тура · h6 чорний ферзь · f5 білий пішак · h5 чорний пішак · c4 чорний король · g4 чорний пішак · h4 білий король · h3 білий ферзь · g1 чорний слон | d6 чорна тура · h6 чорний ферзь · f5 білий пішак · h5 чорний пішак · c4 чорний король · g4 чорний пішак · h4 білий король · h3 білий ферзь · g1 чорний слон | d6 чорна тура · h6 чорний ферзь · f5 білий пішак · h5 чорний пішак · c4 чорний король · g4 чорний пішак · h4 білий король · h3 білий ферзь · g1 чорний слон | d6 чорна тура · h6 чорний ферзь · f5 білий пішак · h5 чорний пішак · c4 чорний король · g4 чорний пішак · h4 білий король · h3 білий ферзь · g1 чорний слон | d6 чорна тура · h6 чорний ферзь · f5 білий пішак · h5 чорний пішак · c4 чорний король · g4 чорний пішак · h4 білий король · h3 білий ферзь · g1 чорний слон | d6 чорна тура · h6 чорний ферзь · f5 білий пішак · h5 чорний пішак · c4 чорний король · g4 чорний пішак · h4 білий король · h3 білий ферзь · g1 чорний слон | d6 чорна тура · h6 чорний ферзь · f5 білий пішак · h5 чорний пішак · c4 чорний король · g4 чорний пішак · h4 білий король · h3 білий ферзь · g1 чорний слон | 6 |
| 5 | d6 чорна тура · h6 чорний ферзь · f5 білий пішак · h5 чорний пішак · c4 чорний король · g4 чорний пішак · h4 білий король · h3 білий ферзь · g1 чорний слон | d6 чорна тура · h6 чорний ферзь · f5 білий пішак · h5 чорний пішак · c4 чорний король · g4 чорний пішак · h4 білий король · h3 білий ферзь · g1 чорний слон | d6 чорна тура · h6 чорний ферзь · f5 білий пішак · h5 чорний пішак · c4 чорний король · g4 чорний пішак · h4 білий король · h3 білий ферзь · g1 чорний слон | d6 чорна тура · h6 чорний ферзь · f5 білий пішак · h5 чорний пішак · c4 чорний король · g4 чорний пішак · h4 білий король · h3 білий ферзь · g1 чорний слон | d6 чорна тура · h6 чорний ферзь · f5 білий пішак · h5 чорний пішак · c4 чорний король · g4 чорний пішак · h4 білий король · h3 білий ферзь · g1 чорний слон | d6 чорна тура · h6 чорний ферзь · f5 білий пішак · h5 чорний пішак · c4 чорний король · g4 чорний пішак · h4 білий король · h3 білий ферзь · g1 чорний слон | d6 чорна тура · h6 чорний ферзь · f5 білий пішак · h5 чорний пішак · c4 чорний король · g4 чорний пішак · h4 білий король · h3 білий ферзь · g1 чорний слон | d6 чорна тура · h6 чорний ферзь · f5 білий пішак · h5 чорний пішак · c4 чорний король · g4 чорний пішак · h4 білий король · h3 білий ферзь · g1 чорний слон | 5 |
| 4 | d6 чорна тура · h6 чорний ферзь · f5 білий пішак · h5 чорний пішак · c4 чорний король · g4 чорний пішак · h4 білий король · h3 білий ферзь · g1 чорний слон | d6 чорна тура · h6 чорний ферзь · f5 білий пішак · h5 чорний пішак · c4 чорний король · g4 чорний пішак · h4 білий король · h3 білий ферзь · g1 чорний слон | d6 чорна тура · h6 чорний ферзь · f5 білий пішак · h5 чорний пішак · c4 чорний король · g4 чорний пішак · h4 білий король · h3 білий ферзь · g1 чорний слон | d6 чорна тура · h6 чорний ферзь · f5 білий пішак · h5 чорний пішак · c4 чорний король · g4 чорний пішак · h4 білий король · h3 білий ферзь · g1 чорний слон | d6 чорна тура · h6 чорний ферзь · f5 білий пішак · h5 чорний пішак · c4 чорний король · g4 чорний пішак · h4 білий король · h3 білий ферзь · g1 чорний слон | d6 чорна тура · h6 чорний ферзь · f5 білий пішак · h5 чорний пішак · c4 чорний король · g4 чорний пішак · h4 білий король · h3 білий ферзь · g1 чорний слон | d6 чорна тура · h6 чорний ферзь · f5 білий пішак · h5 чорний пішак · c4 чорний король · g4 чорний пішак · h4 білий король · h3 білий ферзь · g1 чорний слон | d6 чорна тура · h6 чорний ферзь · f5 білий пішак · h5 чорний пішак · c4 чорний король · g4 чорний пішак · h4 білий король · h3 білий ферзь · g1 чорний слон | 4 |
| 3 | d6 чорна тура · h6 чорний ферзь · f5 білий пішак · h5 чорний пішак · c4 чорний король · g4 чорний пішак · h4 білий король · h3 білий ферзь · g1 чорний слон | d6 чорна тура · h6 чорний ферзь · f5 білий пішак · h5 чорний пішак · c4 чорний король · g4 чорний пішак · h4 білий король · h3 білий ферзь · g1 чорний слон | d6 чорна тура · h6 чорний ферзь · f5 білий пішак · h5 чорний пішак · c4 чорний король · g4 чорний пішак · h4 білий король · h3 білий ферзь · g1 чорний слон | d6 чорна тура · h6 чорний ферзь · f5 білий пішак · h5 чорний пішак · c4 чорний король · g4 чорний пішак · h4 білий король · h3 білий ферзь · g1 чорний слон | d6 чорна тура · h6 чорний ферзь · f5 білий пішак · h5 чорний пішак · c4 чорний король · g4 чорний пішак · h4 білий король · h3 білий ферзь · g1 чорний слон | d6 чорна тура · h6 чорний ферзь · f5 білий пішак · h5 чорний пішак · c4 чорний король · g4 чорний пішак · h4 білий король · h3 білий ферзь · g1 чорний слон | d6 чорна тура · h6 чорний ферзь · f5 білий пішак · h5 чорний пішак · c4 чорний король · g4 чорний пішак · h4 білий король · h3 білий ферзь · g1 чорний слон | d6 чорна тура · h6 чорний ферзь · f5 білий пішак · h5 чорний пішак · c4 чорний король · g4 чорний пішак · h4 білий король · h3 білий ферзь · g1 чорний слон | 3 |
| 2 | d6 чорна тура · h6 чорний ферзь · f5 білий пішак · h5 чорний пішак · c4 чорний король · g4 чорний пішак · h4 білий король · h3 білий ферзь · g1 чорний слон | d6 чорна тура · h6 чорний ферзь · f5 білий пішак · h5 чорний пішак · c4 чорний король · g4 чорний пішак · h4 білий король · h3 білий ферзь · g1 чорний слон | d6 чорна тура · h6 чорний ферзь · f5 білий пішак · h5 чорний пішак · c4 чорний король · g4 чорний пішак · h4 білий король · h3 білий ферзь · g1 чорний слон | d6 чорна тура · h6 чорний ферзь · f5 білий пішак · h5 чорний пішак · c4 чорний король · g4 чорний пішак · h4 білий король · h3 білий ферзь · g1 чорний слон | d6 чорна тура · h6 чорний ферзь · f5 білий пішак · h5 чорний пішак · c4 чорний король · g4 чорний пішак · h4 білий король · h3 білий ферзь · g1 чорний слон | d6 чорна тура · h6 чорний ферзь · f5 білий пішак · h5 чорний пішак · c4 чорний король · g4 чорний пішак · h4 білий король · h3 білий ферзь · g1 чорний слон | d6 чорна тура · h6 чорний ферзь · f5 білий пішак · h5 чорний пішак · c4 чорний король · g4 чорний пішак · h4 білий король · h3 білий ферзь · g1 чорний слон | d6 чорна тура · h6 чорний ферзь · f5 білий пішак · h5 чорний пішак · c4 чорний король · g4 чорний пішак · h4 білий король · h3 білий ферзь · g1 чорний слон | 2 |
| 1 | d6 чорна тура · h6 чорний ферзь · f5 білий пішак · h5 чорний пішак · c4 чорний король · g4 чорний пішак · h4 білий король · h3 білий ферзь · g1 чорний слон | d6 чорна тура · h6 чорний ферзь · f5 білий пішак · h5 чорний пішак · c4 чорний король · g4 чорний пішак · h4 білий король · h3 білий ферзь · g1 чорний слон | d6 чорна тура · h6 чорний ферзь · f5 білий пішак · h5 чорний пішак · c4 чорний король · g4 чорний пішак · h4 білий король · h3 білий ферзь · g1 чорний слон | d6 чорна тура · h6 чорний ферзь · f5 білий пішак · h5 чорний пішак · c4 чорний король · g4 чорний пішак · h4 білий король · h3 білий ферзь · g1 чорний слон | d6 чорна тура · h6 чорний ферзь · f5 білий пішак · h5 чорний пішак · c4 чорний король · g4 чорний пішак · h4 білий король · h3 білий ферзь · g1 чорний слон | d6 чорна тура · h6 чорний ферзь · f5 білий пішак · h5 чорний пішак · c4 чорний король · g4 чорний пішак · h4 білий король · h3 білий ферзь · g1 чорний слон | d6 чорна тура · h6 чорний ферзь · f5 білий пішак · h5 чорний пішак · c4 чорний король · g4 чорний пішак · h4 білий король · h3 білий ферзь · g1 чорний слон | d6 чорна тура · h6 чорний ферзь · f5 білий пішак · h5 чорний пішак · c4 чорний король · g4 чорний пішак · h4 білий король · h3 білий ферзь · g1 чорний слон | 1 |
|   | a | b | c | d | e | f | g | h |   |

1. Lc5 Dh3 - e3 2. Td4 De3 : h6 3. Kd5 Dh6 - e6 #
Буква «Z» викреслюється білим ферзем знизу вверх. 

## Чорна форма
В задачах на чорну форму тематичні ходи робить чорний ферзь.
|   | a | b | c | d | e | f | g | h |   |
| 8 | d7 чорний пішак · a6 чорний король · b6 чорний пішак · e6 чорний пішак · b5 чорний пішак · b4 білий пішак · f4 чорний пішак · g4 чорний пішак · h4 чорний пішак · c3 білий пішак · g3 чорний пішак · h3 чорний ферзь · g2 чорний слон · g1 білий король | d7 чорний пішак · a6 чорний король · b6 чорний пішак · e6 чорний пішак · b5 чорний пішак · b4 білий пішак · f4 чорний пішак · g4 чорний пішак · h4 чорний пішак · c3 білий пішак · g3 чорний пішак · h3 чорний ферзь · g2 чорний слон · g1 білий король | d7 чорний пішак · a6 чорний король · b6 чорний пішак · e6 чорний пішак · b5 чорний пішак · b4 білий пішак · f4 чорний пішак · g4 чорний пішак · h4 чорний пішак · c3 білий пішак · g3 чорний пішак · h3 чорний ферзь · g2 чорний слон · g1 білий король | d7 чорний пішак · a6 чорний король · b6 чорний пішак · e6 чорний пішак · b5 чорний пішак · b4 білий пішак · f4 чорний пішак · g4 чорний пішак · h4 чорний пішак · c3 білий пішак · g3 чорний пішак · h3 чорний ферзь · g2 чорний слон · g1 білий король | d7 чорний пішак · a6 чорний король · b6 чорний пішак · e6 чорний пішак · b5 чорний пішак · b4 білий пішак · f4 чорний пішак · g4 чорний пішак · h4 чорний пішак · c3 білий пішак · g3 чорний пішак · h3 чорний ферзь · g2 чорний слон · g1 білий король | d7 чорний пішак · a6 чорний король · b6 чорний пішак · e6 чорний пішак · b5 чорний пішак · b4 білий пішак · f4 чорний пішак · g4 чорний пішак · h4 чорний пішак · c3 білий пішак · g3 чорний пішак · h3 чорний ферзь · g2 чорний слон · g1 білий король | d7 чорний пішак · a6 чорний король · b6 чорний пішак · e6 чорний пішак · b5 чорний пішак · b4 білий пішак · f4 чорний пішак · g4 чорний пішак · h4 чорний пішак · c3 білий пішак · g3 чорний пішак · h3 чорний ферзь · g2 чорний слон · g1 білий король | d7 чорний пішак · a6 чорний король · b6 чорний пішак · e6 чорний пішак · b5 чорний пішак · b4 білий пішак · f4 чорний пішак · g4 чорний пішак · h4 чорний пішак · c3 білий пішак · g3 чорний пішак · h3 чорний ферзь · g2 чорний слон · g1 білий король | 8 |
| 7 | d7 чорний пішак · a6 чорний король · b6 чорний пішак · e6 чорний пішак · b5 чорний пішак · b4 білий пішак · f4 чорний пішак · g4 чорний пішак · h4 чорний пішак · c3 білий пішак · g3 чорний пішак · h3 чорний ферзь · g2 чорний слон · g1 білий король | d7 чорний пішак · a6 чорний король · b6 чорний пішак · e6 чорний пішак · b5 чорний пішак · b4 білий пішак · f4 чорний пішак · g4 чорний пішак · h4 чорний пішак · c3 білий пішак · g3 чорний пішак · h3 чорний ферзь · g2 чорний слон · g1 білий король | d7 чорний пішак · a6 чорний король · b6 чорний пішак · e6 чорний пішак · b5 чорний пішак · b4 білий пішак · f4 чорний пішак · g4 чорний пішак · h4 чорний пішак · c3 білий пішак · g3 чорний пішак · h3 чорний ферзь · g2 чорний слон · g1 білий король | d7 чорний пішак · a6 чорний король · b6 чорний пішак · e6 чорний пішак · b5 чорний пішак · b4 білий пішак · f4 чорний пішак · g4 чорний пішак · h4 чорний пішак · c3 білий пішак · g3 чорний пішак · h3 чорний ферзь · g2 чорний слон · g1 білий король | d7 чорний пішак · a6 чорний король · b6 чорний пішак · e6 чорний пішак · b5 чорний пішак · b4 білий пішак · f4 чорний пішак · g4 чорний пішак · h4 чорний пішак · c3 білий пішак · g3 чорний пішак · h3 чорний ферзь · g2 чорний слон · g1 білий король | d7 чорний пішак · a6 чорний король · b6 чорний пішак · e6 чорний пішак · b5 чорний пішак · b4 білий пішак · f4 чорний пішак · g4 чорний пішак · h4 чорний пішак · c3 білий пішак · g3 чорний пішак · h3 чорний ферзь · g2 чорний слон · g1 білий король | d7 чорний пішак · a6 чорний король · b6 чорний пішак · e6 чорний пішак · b5 чорний пішак · b4 білий пішак · f4 чорний пішак · g4 чорний пішак · h4 чорний пішак · c3 білий пішак · g3 чорний пішак · h3 чорний ферзь · g2 чорний слон · g1 білий король | d7 чорний пішак · a6 чорний король · b6 чорний пішак · e6 чорний пішак · b5 чорний пішак · b4 білий пішак · f4 чорний пішак · g4 чорний пішак · h4 чорний пішак · c3 білий пішак · g3 чорний пішак · h3 чорний ферзь · g2 чорний слон · g1 білий король | 7 |
| 6 | d7 чорний пішак · a6 чорний король · b6 чорний пішак · e6 чорний пішак · b5 чорний пішак · b4 білий пішак · f4 чорний пішак · g4 чорний пішак · h4 чорний пішак · c3 білий пішак · g3 чорний пішак · h3 чорний ферзь · g2 чорний слон · g1 білий король | d7 чорний пішак · a6 чорний король · b6 чорний пішак · e6 чорний пішак · b5 чорний пішак · b4 білий пішак · f4 чорний пішак · g4 чорний пішак · h4 чорний пішак · c3 білий пішак · g3 чорний пішак · h3 чорний ферзь · g2 чорний слон · g1 білий король | d7 чорний пішак · a6 чорний король · b6 чорний пішак · e6 чорний пішак · b5 чорний пішак · b4 білий пішак · f4 чорний пішак · g4 чорний пішак · h4 чорний пішак · c3 білий пішак · g3 чорний пішак · h3 чорний ферзь · g2 чорний слон · g1 білий король | d7 чорний пішак · a6 чорний король · b6 чорний пішак · e6 чорний пішак · b5 чорний пішак · b4 білий пішак · f4 чорний пішак · g4 чорний пішак · h4 чорний пішак · c3 білий пішак · g3 чорний пішак · h3 чорний ферзь · g2 чорний слон · g1 білий король | d7 чорний пішак · a6 чорний король · b6 чорний пішак · e6 чорний пішак · b5 чорний пішак · b4 білий пішак · f4 чорний пішак · g4 чорний пішак · h4 чорний пішак · c3 білий пішак · g3 чорний пішак · h3 чорний ферзь · g2 чорний слон · g1 білий король | d7 чорний пішак · a6 чорний король · b6 чорний пішак · e6 чорний пішак · b5 чорний пішак · b4 білий пішак · f4 чорний пішак · g4 чорний пішак · h4 чорний пішак · c3 білий пішак · g3 чорний пішак · h3 чорний ферзь · g2 чорний слон · g1 білий король | d7 чорний пішак · a6 чорний король · b6 чорний пішак · e6 чорний пішак · b5 чорний пішак · b4 білий пішак · f4 чорний пішак · g4 чорний пішак · h4 чорний пішак · c3 білий пішак · g3 чорний пішак · h3 чорний ферзь · g2 чорний слон · g1 білий король | d7 чорний пішак · a6 чорний король · b6 чорний пішак · e6 чорний пішак · b5 чорний пішак · b4 білий пішак · f4 чорний пішак · g4 чорний пішак · h4 чорний пішак · c3 білий пішак · g3 чорний пішак · h3 чорний ферзь · g2 чорний слон · g1 білий король | 6 |
| 5 | d7 чорний пішак · a6 чорний король · b6 чорний пішак · e6 чорний пішак · b5 чорний пішак · b4 білий пішак · f4 чорний пішак · g4 чорний пішак · h4 чорний пішак · c3 білий пішак · g3 чорний пішак · h3 чорний ферзь · g2 чорний слон · g1 білий король | d7 чорний пішак · a6 чорний король · b6 чорний пішак · e6 чорний пішак · b5 чорний пішак · b4 білий пішак · f4 чорний пішак · g4 чорний пішак · h4 чорний пішак · c3 білий пішак · g3 чорний пішак · h3 чорний ферзь · g2 чорний слон · g1 білий король | d7 чорний пішак · a6 чорний король · b6 чорний пішак · e6 чорний пішак · b5 чорний пішак · b4 білий пішак · f4 чорний пішак · g4 чорний пішак · h4 чорний пішак · c3 білий пішак · g3 чорний пішак · h3 чорний ферзь · g2 чорний слон · g1 білий король | d7 чорний пішак · a6 чорний король · b6 чорний пішак · e6 чорний пішак · b5 чорний пішак · b4 білий пішак · f4 чорний пішак · g4 чорний пішак · h4 чорний пішак · c3 білий пішак · g3 чорний пішак · h3 чорний ферзь · g2 чорний слон · g1 білий король | d7 чорний пішак · a6 чорний король · b6 чорний пішак · e6 чорний пішак · b5 чорний пішак · b4 білий пішак · f4 чорний пішак · g4 чорний пішак · h4 чорний пішак · c3 білий пішак · g3 чорний пішак · h3 чорний ферзь · g2 чорний слон · g1 білий король | d7 чорний пішак · a6 чорний король · b6 чорний пішак · e6 чорний пішак · b5 чорний пішак · b4 білий пішак · f4 чорний пішак · g4 чорний пішак · h4 чорний пішак · c3 білий пішак · g3 чорний пішак · h3 чорний ферзь · g2 чорний слон · g1 білий король | d7 чорний пішак · a6 чорний король · b6 чорний пішак · e6 чорний пішак · b5 чорний пішак · b4 білий пішак · f4 чорний пішак · g4 чорний пішак · h4 чорний пішак · c3 білий пішак · g3 чорний пішак · h3 чорний ферзь · g2 чорний слон · g1 білий король | d7 чорний пішак · a6 чорний король · b6 чорний пішак · e6 чорний пішак · b5 чорний пішак · b4 білий пішак · f4 чорний пішак · g4 чорний пішак · h4 чорний пішак · c3 білий пішак · g3 чорний пішак · h3 чорний ферзь · g2 чорний слон · g1 білий король | 5 |
| 4 | d7 чорний пішак · a6 чорний король · b6 чорний пішак · e6 чорний пішак · b5 чорний пішак · b4 білий пішак · f4 чорний пішак · g4 чорний пішак · h4 чорний пішак · c3 білий пішак · g3 чорний пішак · h3 чорний ферзь · g2 чорний слон · g1 білий король | d7 чорний пішак · a6 чорний король · b6 чорний пішак · e6 чорний пішак · b5 чорний пішак · b4 білий пішак · f4 чорний пішак · g4 чорний пішак · h4 чорний пішак · c3 білий пішак · g3 чорний пішак · h3 чорний ферзь · g2 чорний слон · g1 білий король | d7 чорний пішак · a6 чорний король · b6 чорний пішак · e6 чорний пішак · b5 чорний пішак · b4 білий пішак · f4 чорний пішак · g4 чорний пішак · h4 чорний пішак · c3 білий пішак · g3 чорний пішак · h3 чорний ферзь · g2 чорний слон · g1 білий король | d7 чорний пішак · a6 чорний король · b6 чорний пішак · e6 чорний пішак · b5 чорний пішак · b4 білий пішак · f4 чорний пішак · g4 чорний пішак · h4 чорний пішак · c3 білий пішак · g3 чорний пішак · h3 чорний ферзь · g2 чорний слон · g1 білий король | d7 чорний пішак · a6 чорний король · b6 чорний пішак · e6 чорний пішак · b5 чорний пішак · b4 білий пішак · f4 чорний пішак · g4 чорний пішак · h4 чорний пішак · c3 білий пішак · g3 чорний пішак · h3 чорний ферзь · g2 чорний слон · g1 білий король | d7 чорний пішак · a6 чорний король · b6 чорний пішак · e6 чорний пішак · b5 чорний пішак · b4 білий пішак · f4 чорний пішак · g4 чорний пішак · h4 чорний пішак · c3 білий пішак · g3 чорний пішак · h3 чорний ферзь · g2 чорний слон · g1 білий король | d7 чорний пішак · a6 чорний король · b6 чорний пішак · e6 чорний пішак · b5 чорний пішак · b4 білий пішак · f4 чорний пішак · g4 чорний пішак · h4 чорний пішак · c3 білий пішак · g3 чорний пішак · h3 чорний ферзь · g2 чорний слон · g1 білий король | d7 чорний пішак · a6 чорний король · b6 чорний пішак · e6 чорний пішак · b5 чорний пішак · b4 білий пішак · f4 чорний пішак · g4 чорний пішак · h4 чорний пішак · c3 білий пішак · g3 чорний пішак · h3 чорний ферзь · g2 чорний слон · g1 білий король | 4 |
| 3 | d7 чорний пішак · a6 чорний король · b6 чорний пішак · e6 чорний пішак · b5 чорний пішак · b4 білий пішак · f4 чорний пішак · g4 чорний пішак · h4 чорний пішак · c3 білий пішак · g3 чорний пішак · h3 чорний ферзь · g2 чорний слон · g1 білий король | d7 чорний пішак · a6 чорний король · b6 чорний пішак · e6 чорний пішак · b5 чорний пішак · b4 білий пішак · f4 чорний пішак · g4 чорний пішак · h4 чорний пішак · c3 білий пішак · g3 чорний пішак · h3 чорний ферзь · g2 чорний слон · g1 білий король | d7 чорний пішак · a6 чорний король · b6 чорний пішак · e6 чорний пішак · b5 чорний пішак · b4 білий пішак · f4 чорний пішак · g4 чорний пішак · h4 чорний пішак · c3 білий пішак · g3 чорний пішак · h3 чорний ферзь · g2 чорний слон · g1 білий король | d7 чорний пішак · a6 чорний король · b6 чорний пішак · e6 чорний пішак · b5 чорний пішак · b4 білий пішак · f4 чорний пішак · g4 чорний пішак · h4 чорний пішак · c3 білий пішак · g3 чорний пішак · h3 чорний ферзь · g2 чорний слон · g1 білий король | d7 чорний пішак · a6 чорний король · b6 чорний пішак · e6 чорний пішак · b5 чорний пішак · b4 білий пішак · f4 чорний пішак · g4 чорний пішак · h4 чорний пішак · c3 білий пішак · g3 чорний пішак · h3 чорний ферзь · g2 чорний слон · g1 білий король | d7 чорний пішак · a6 чорний король · b6 чорний пішак · e6 чорний пішак · b5 чорний пішак · b4 білий пішак · f4 чорний пішак · g4 чорний пішак · h4 чорний пішак · c3 білий пішак · g3 чорний пішак · h3 чорний ферзь · g2 чорний слон · g1 білий король | d7 чорний пішак · a6 чорний король · b6 чорний пішак · e6 чорний пішак · b5 чорний пішак · b4 білий пішак · f4 чорний пішак · g4 чорний пішак · h4 чорний пішак · c3 білий пішак · g3 чорний пішак · h3 чорний ферзь · g2 чорний слон · g1 білий король | d7 чорний пішак · a6 чорний король · b6 чорний пішак · e6 чорний пішак · b5 чорний пішак · b4 білий пішак · f4 чорний пішак · g4 чорний пішак · h4 чорний пішак · c3 білий пішак · g3 чорний пішак · h3 чорний ферзь · g2 чорний слон · g1 білий король | 3 |
| 2 | d7 чорний пішак · a6 чорний король · b6 чорний пішак · e6 чорний пішак · b5 чорний пішак · b4 білий пішак · f4 чорний пішак · g4 чорний пішак · h4 чорний пішак · c3 білий пішак · g3 чорний пішак · h3 чорний ферзь · g2 чорний слон · g1 білий король | d7 чорний пішак · a6 чорний король · b6 чорний пішак · e6 чорний пішак · b5 чорний пішак · b4 білий пішак · f4 чорний пішак · g4 чорний пішак · h4 чорний пішак · c3 білий пішак · g3 чорний пішак · h3 чорний ферзь · g2 чорний слон · g1 білий король | d7 чорний пішак · a6 чорний король · b6 чорний пішак · e6 чорний пішак · b5 чорний пішак · b4 білий пішак · f4 чорний пішак · g4 чорний пішак · h4 чорний пішак · c3 білий пішак · g3 чорний пішак · h3 чорний ферзь · g2 чорний слон · g1 білий король | d7 чорний пішак · a6 чорний король · b6 чорний пішак · e6 чорний пішак · b5 чорний пішак · b4 білий пішак · f4 чорний пішак · g4 чорний пішак · h4 чорний пішак · c3 білий пішак · g3 чорний пішак · h3 чорний ферзь · g2 чорний слон · g1 білий король | d7 чорний пішак · a6 чорний король · b6 чорний пішак · e6 чорний пішак · b5 чорний пішак · b4 білий пішак · f4 чорний пішак · g4 чорний пішак · h4 чорний пішак · c3 білий пішак · g3 чорний пішак · h3 чорний ферзь · g2 чорний слон · g1 білий король | d7 чорний пішак · a6 чорний король · b6 чорний пішак · e6 чорний пішак · b5 чорний пішак · b4 білий пішак · f4 чорний пішак · g4 чорний пішак · h4 чорний пішак · c3 білий пішак · g3 чорний пішак · h3 чорний ферзь · g2 чорний слон · g1 білий король | d7 чорний пішак · a6 чорний король · b6 чорний пішак · e6 чорний пішак · b5 чорний пішак · b4 білий пішак · f4 чорний пішак · g4 чорний пішак · h4 чорний пішак · c3 білий пішак · g3 чорний пішак · h3 чорний ферзь · g2 чорний слон · g1 білий король | d7 чорний пішак · a6 чорний король · b6 чорний пішак · e6 чорний пішак · b5 чорний пішак · b4 білий пішак · f4 чорний пішак · g4 чорний пішак · h4 чорний пішак · c3 білий пішак · g3 чорний пішак · h3 чорний ферзь · g2 чорний слон · g1 білий король | 2 |
| 1 | d7 чорний пішак · a6 чорний король · b6 чорний пішак · e6 чорний пішак · b5 чорний пішак · b4 білий пішак · f4 чорний пішак · g4 чорний пішак · h4 чорний пішак · c3 білий пішак · g3 чорний пішак · h3 чорний ферзь · g2 чорний слон · g1 білий король | d7 чорний пішак · a6 чорний король · b6 чорний пішак · e6 чорний пішак · b5 чорний пішак · b4 білий пішак · f4 чорний пішак · g4 чорний пішак · h4 чорний пішак · c3 білий пішак · g3 чорний пішак · h3 чорний ферзь · g2 чорний слон · g1 білий король | d7 чорний пішак · a6 чорний король · b6 чорний пішак · e6 чорний пішак · b5 чорний пішак · b4 білий пішак · f4 чорний пішак · g4 чорний пішак · h4 чорний пішак · c3 білий пішак · g3 чорний пішак · h3 чорний ферзь · g2 чорний слон · g1 білий король | d7 чорний пішак · a6 чорний король · b6 чорний пішак · e6 чорний пішак · b5 чорний пішак · b4 білий пішак · f4 чорний пішак · g4 чорний пішак · h4 чорний пішак · c3 білий пішак · g3 чорний пішак · h3 чорний ферзь · g2 чорний слон · g1 білий король | d7 чорний пішак · a6 чорний король · b6 чорний пішак · e6 чорний пішак · b5 чорний пішак · b4 білий пішак · f4 чорний пішак · g4 чорний пішак · h4 чорний пішак · c3 білий пішак · g3 чорний пішак · h3 чорний ферзь · g2 чорний слон · g1 білий король | d7 чорний пішак · a6 чорний король · b6 чорний пішак · e6 чорний пішак · b5 чорний пішак · b4 білий пішак · f4 чорний пішак · g4 чорний пішак · h4 чорний пішак · c3 білий пішак · g3 чорний пішак · h3 чорний ферзь · g2 чорний слон · g1 білий король | d7 чорний пішак · a6 чорний король · b6 чорний пішак · e6 чорний пішак · b5 чорний пішак · b4 білий пішак · f4 чорний пішак · g4 чорний пішак · h4 чорний пішак · c3 білий пішак · g3 чорний пішак · h3 чорний ферзь · g2 чорний слон · g1 білий король | d7 чорний пішак · a6 чорний король · b6 чорний пішак · e6 чорний пішак · b5 чорний пішак · b4 білий пішак · f4 чорний пішак · g4 чорний пішак · h4 чорний пішак · c3 білий пішак · g3 чорний пішак · h3 чорний ферзь · g2 чорний слон · g1 білий король | 1 |
|   | a | b | c | d | e | f | g | h |   |

1. Lb7 c4 2. g2 c5 3. Dc3 c6 4. Dh8 cb7 5. Da8 ba8D #
Буква «Z» викреслюється чорним ферзем знизу вверх. 
|   | a | b | c | d | e | f | g | h |   |
| 8 | a6 чорний король · b6 чорний пішак · g5 білий пішак · h5 білий король · b4 чорний кінь · c4 чорний пішак · e4 чорний пішак · g4 чорний кінь · a3 чорний пішак · b3 чорний пішак · d3 чорний пішак · e3 чорний пішак · f3 чорний слон · g3 білий пішак · d2 чорний пішак · h2 білий ферзь · h1 чорний ферзь | a6 чорний король · b6 чорний пішак · g5 білий пішак · h5 білий король · b4 чорний кінь · c4 чорний пішак · e4 чорний пішак · g4 чорний кінь · a3 чорний пішак · b3 чорний пішак · d3 чорний пішак · e3 чорний пішак · f3 чорний слон · g3 білий пішак · d2 чорний пішак · h2 білий ферзь · h1 чорний ферзь | a6 чорний король · b6 чорний пішак · g5 білий пішак · h5 білий король · b4 чорний кінь · c4 чорний пішак · e4 чорний пішак · g4 чорний кінь · a3 чорний пішак · b3 чорний пішак · d3 чорний пішак · e3 чорний пішак · f3 чорний слон · g3 білий пішак · d2 чорний пішак · h2 білий ферзь · h1 чорний ферзь | a6 чорний король · b6 чорний пішак · g5 білий пішак · h5 білий король · b4 чорний кінь · c4 чорний пішак · e4 чорний пішак · g4 чорний кінь · a3 чорний пішак · b3 чорний пішак · d3 чорний пішак · e3 чорний пішак · f3 чорний слон · g3 білий пішак · d2 чорний пішак · h2 білий ферзь · h1 чорний ферзь | a6 чорний король · b6 чорний пішак · g5 білий пішак · h5 білий король · b4 чорний кінь · c4 чорний пішак · e4 чорний пішак · g4 чорний кінь · a3 чорний пішак · b3 чорний пішак · d3 чорний пішак · e3 чорний пішак · f3 чорний слон · g3 білий пішак · d2 чорний пішак · h2 білий ферзь · h1 чорний ферзь | a6 чорний король · b6 чорний пішак · g5 білий пішак · h5 білий король · b4 чорний кінь · c4 чорний пішак · e4 чорний пішак · g4 чорний кінь · a3 чорний пішак · b3 чорний пішак · d3 чорний пішак · e3 чорний пішак · f3 чорний слон · g3 білий пішак · d2 чорний пішак · h2 білий ферзь · h1 чорний ферзь | a6 чорний король · b6 чорний пішак · g5 білий пішак · h5 білий король · b4 чорний кінь · c4 чорний пішак · e4 чорний пішак · g4 чорний кінь · a3 чорний пішак · b3 чорний пішак · d3 чорний пішак · e3 чорний пішак · f3 чорний слон · g3 білий пішак · d2 чорний пішак · h2 білий ферзь · h1 чорний ферзь | a6 чорний король · b6 чорний пішак · g5 білий пішак · h5 білий король · b4 чорний кінь · c4 чорний пішак · e4 чорний пішак · g4 чорний кінь · a3 чорний пішак · b3 чорний пішак · d3 чорний пішак · e3 чорний пішак · f3 чорний слон · g3 білий пішак · d2 чорний пішак · h2 білий ферзь · h1 чорний ферзь | 8 |
| 7 | a6 чорний король · b6 чорний пішак · g5 білий пішак · h5 білий король · b4 чорний кінь · c4 чорний пішак · e4 чорний пішак · g4 чорний кінь · a3 чорний пішак · b3 чорний пішак · d3 чорний пішак · e3 чорний пішак · f3 чорний слон · g3 білий пішак · d2 чорний пішак · h2 білий ферзь · h1 чорний ферзь | a6 чорний король · b6 чорний пішак · g5 білий пішак · h5 білий король · b4 чорний кінь · c4 чорний пішак · e4 чорний пішак · g4 чорний кінь · a3 чорний пішак · b3 чорний пішак · d3 чорний пішак · e3 чорний пішак · f3 чорний слон · g3 білий пішак · d2 чорний пішак · h2 білий ферзь · h1 чорний ферзь | a6 чорний король · b6 чорний пішак · g5 білий пішак · h5 білий король · b4 чорний кінь · c4 чорний пішак · e4 чорний пішак · g4 чорний кінь · a3 чорний пішак · b3 чорний пішак · d3 чорний пішак · e3 чорний пішак · f3 чорний слон · g3 білий пішак · d2 чорний пішак · h2 білий ферзь · h1 чорний ферзь | a6 чорний король · b6 чорний пішак · g5 білий пішак · h5 білий король · b4 чорний кінь · c4 чорний пішак · e4 чорний пішак · g4 чорний кінь · a3 чорний пішак · b3 чорний пішак · d3 чорний пішак · e3 чорний пішак · f3 чорний слон · g3 білий пішак · d2 чорний пішак · h2 білий ферзь · h1 чорний ферзь | a6 чорний король · b6 чорний пішак · g5 білий пішак · h5 білий король · b4 чорний кінь · c4 чорний пішак · e4 чорний пішак · g4 чорний кінь · a3 чорний пішак · b3 чорний пішак · d3 чорний пішак · e3 чорний пішак · f3 чорний слон · g3 білий пішак · d2 чорний пішак · h2 білий ферзь · h1 чорний ферзь | a6 чорний король · b6 чорний пішак · g5 білий пішак · h5 білий король · b4 чорний кінь · c4 чорний пішак · e4 чорний пішак · g4 чорний кінь · a3 чорний пішак · b3 чорний пішак · d3 чорний пішак · e3 чорний пішак · f3 чорний слон · g3 білий пішак · d2 чорний пішак · h2 білий ферзь · h1 чорний ферзь | a6 чорний король · b6 чорний пішак · g5 білий пішак · h5 білий король · b4 чорний кінь · c4 чорний пішак · e4 чорний пішак · g4 чорний кінь · a3 чорний пішак · b3 чорний пішак · d3 чорний пішак · e3 чорний пішак · f3 чорний слон · g3 білий пішак · d2 чорний пішак · h2 білий ферзь · h1 чорний ферзь | a6 чорний король · b6 чорний пішак · g5 білий пішак · h5 білий король · b4 чорний кінь · c4 чорний пішак · e4 чорний пішак · g4 чорний кінь · a3 чорний пішак · b3 чорний пішак · d3 чорний пішак · e3 чорний пішак · f3 чорний слон · g3 білий пішак · d2 чорний пішак · h2 білий ферзь · h1 чорний ферзь | 7 |
| 6 | a6 чорний король · b6 чорний пішак · g5 білий пішак · h5 білий король · b4 чорний кінь · c4 чорний пішак · e4 чорний пішак · g4 чорний кінь · a3 чорний пішак · b3 чорний пішак · d3 чорний пішак · e3 чорний пішак · f3 чорний слон · g3 білий пішак · d2 чорний пішак · h2 білий ферзь · h1 чорний ферзь | a6 чорний король · b6 чорний пішак · g5 білий пішак · h5 білий король · b4 чорний кінь · c4 чорний пішак · e4 чорний пішак · g4 чорний кінь · a3 чорний пішак · b3 чорний пішак · d3 чорний пішак · e3 чорний пішак · f3 чорний слон · g3 білий пішак · d2 чорний пішак · h2 білий ферзь · h1 чорний ферзь | a6 чорний король · b6 чорний пішак · g5 білий пішак · h5 білий король · b4 чорний кінь · c4 чорний пішак · e4 чорний пішак · g4 чорний кінь · a3 чорний пішак · b3 чорний пішак · d3 чорний пішак · e3 чорний пішак · f3 чорний слон · g3 білий пішак · d2 чорний пішак · h2 білий ферзь · h1 чорний ферзь | a6 чорний король · b6 чорний пішак · g5 білий пішак · h5 білий король · b4 чорний кінь · c4 чорний пішак · e4 чорний пішак · g4 чорний кінь · a3 чорний пішак · b3 чорний пішак · d3 чорний пішак · e3 чорний пішак · f3 чорний слон · g3 білий пішак · d2 чорний пішак · h2 білий ферзь · h1 чорний ферзь | a6 чорний король · b6 чорний пішак · g5 білий пішак · h5 білий король · b4 чорний кінь · c4 чорний пішак · e4 чорний пішак · g4 чорний кінь · a3 чорний пішак · b3 чорний пішак · d3 чорний пішак · e3 чорний пішак · f3 чорний слон · g3 білий пішак · d2 чорний пішак · h2 білий ферзь · h1 чорний ферзь | a6 чорний король · b6 чорний пішак · g5 білий пішак · h5 білий король · b4 чорний кінь · c4 чорний пішак · e4 чорний пішак · g4 чорний кінь · a3 чорний пішак · b3 чорний пішак · d3 чорний пішак · e3 чорний пішак · f3 чорний слон · g3 білий пішак · d2 чорний пішак · h2 білий ферзь · h1 чорний ферзь | a6 чорний король · b6 чорний пішак · g5 білий пішак · h5 білий король · b4 чорний кінь · c4 чорний пішак · e4 чорний пішак · g4 чорний кінь · a3 чорний пішак · b3 чорний пішак · d3 чорний пішак · e3 чорний пішак · f3 чорний слон · g3 білий пішак · d2 чорний пішак · h2 білий ферзь · h1 чорний ферзь | a6 чорний король · b6 чорний пішак · g5 білий пішак · h5 білий король · b4 чорний кінь · c4 чорний пішак · e4 чорний пішак · g4 чорний кінь · a3 чорний пішак · b3 чорний пішак · d3 чорний пішак · e3 чорний пішак · f3 чорний слон · g3 білий пішак · d2 чорний пішак · h2 білий ферзь · h1 чорний ферзь | 6 |
| 5 | a6 чорний король · b6 чорний пішак · g5 білий пішак · h5 білий король · b4 чорний кінь · c4 чорний пішак · e4 чорний пішак · g4 чорний кінь · a3 чорний пішак · b3 чорний пішак · d3 чорний пішак · e3 чорний пішак · f3 чорний слон · g3 білий пішак · d2 чорний пішак · h2 білий ферзь · h1 чорний ферзь | a6 чорний король · b6 чорний пішак · g5 білий пішак · h5 білий король · b4 чорний кінь · c4 чорний пішак · e4 чорний пішак · g4 чорний кінь · a3 чорний пішак · b3 чорний пішак · d3 чорний пішак · e3 чорний пішак · f3 чорний слон · g3 білий пішак · d2 чорний пішак · h2 білий ферзь · h1 чорний ферзь | a6 чорний король · b6 чорний пішак · g5 білий пішак · h5 білий король · b4 чорний кінь · c4 чорний пішак · e4 чорний пішак · g4 чорний кінь · a3 чорний пішак · b3 чорний пішак · d3 чорний пішак · e3 чорний пішак · f3 чорний слон · g3 білий пішак · d2 чорний пішак · h2 білий ферзь · h1 чорний ферзь | a6 чорний король · b6 чорний пішак · g5 білий пішак · h5 білий король · b4 чорний кінь · c4 чорний пішак · e4 чорний пішак · g4 чорний кінь · a3 чорний пішак · b3 чорний пішак · d3 чорний пішак · e3 чорний пішак · f3 чорний слон · g3 білий пішак · d2 чорний пішак · h2 білий ферзь · h1 чорний ферзь | a6 чорний король · b6 чорний пішак · g5 білий пішак · h5 білий король · b4 чорний кінь · c4 чорний пішак · e4 чорний пішак · g4 чорний кінь · a3 чорний пішак · b3 чорний пішак · d3 чорний пішак · e3 чорний пішак · f3 чорний слон · g3 білий пішак · d2 чорний пішак · h2 білий ферзь · h1 чорний ферзь | a6 чорний король · b6 чорний пішак · g5 білий пішак · h5 білий король · b4 чорний кінь · c4 чорний пішак · e4 чорний пішак · g4 чорний кінь · a3 чорний пішак · b3 чорний пішак · d3 чорний пішак · e3 чорний пішак · f3 чорний слон · g3 білий пішак · d2 чорний пішак · h2 білий ферзь · h1 чорний ферзь | a6 чорний король · b6 чорний пішак · g5 білий пішак · h5 білий король · b4 чорний кінь · c4 чорний пішак · e4 чорний пішак · g4 чорний кінь · a3 чорний пішак · b3 чорний пішак · d3 чорний пішак · e3 чорний пішак · f3 чорний слон · g3 білий пішак · d2 чорний пішак · h2 білий ферзь · h1 чорний ферзь | a6 чорний король · b6 чорний пішак · g5 білий пішак · h5 білий король · b4 чорний кінь · c4 чорний пішак · e4 чорний пішак · g4 чорний кінь · a3 чорний пішак · b3 чорний пішак · d3 чорний пішак · e3 чорний пішак · f3 чорний слон · g3 білий пішак · d2 чорний пішак · h2 білий ферзь · h1 чорний ферзь | 5 |
| 4 | a6 чорний король · b6 чорний пішак · g5 білий пішак · h5 білий король · b4 чорний кінь · c4 чорний пішак · e4 чорний пішак · g4 чорний кінь · a3 чорний пішак · b3 чорний пішак · d3 чорний пішак · e3 чорний пішак · f3 чорний слон · g3 білий пішак · d2 чорний пішак · h2 білий ферзь · h1 чорний ферзь | a6 чорний король · b6 чорний пішак · g5 білий пішак · h5 білий король · b4 чорний кінь · c4 чорний пішак · e4 чорний пішак · g4 чорний кінь · a3 чорний пішак · b3 чорний пішак · d3 чорний пішак · e3 чорний пішак · f3 чорний слон · g3 білий пішак · d2 чорний пішак · h2 білий ферзь · h1 чорний ферзь | a6 чорний король · b6 чорний пішак · g5 білий пішак · h5 білий король · b4 чорний кінь · c4 чорний пішак · e4 чорний пішак · g4 чорний кінь · a3 чорний пішак · b3 чорний пішак · d3 чорний пішак · e3 чорний пішак · f3 чорний слон · g3 білий пішак · d2 чорний пішак · h2 білий ферзь · h1 чорний ферзь | a6 чорний король · b6 чорний пішак · g5 білий пішак · h5 білий король · b4 чорний кінь · c4 чорний пішак · e4 чорний пішак · g4 чорний кінь · a3 чорний пішак · b3 чорний пішак · d3 чорний пішак · e3 чорний пішак · f3 чорний слон · g3 білий пішак · d2 чорний пішак · h2 білий ферзь · h1 чорний ферзь | a6 чорний король · b6 чорний пішак · g5 білий пішак · h5 білий король · b4 чорний кінь · c4 чорний пішак · e4 чорний пішак · g4 чорний кінь · a3 чорний пішак · b3 чорний пішак · d3 чорний пішак · e3 чорний пішак · f3 чорний слон · g3 білий пішак · d2 чорний пішак · h2 білий ферзь · h1 чорний ферзь | a6 чорний король · b6 чорний пішак · g5 білий пішак · h5 білий король · b4 чорний кінь · c4 чорний пішак · e4 чорний пішак · g4 чорний кінь · a3 чорний пішак · b3 чорний пішак · d3 чорний пішак · e3 чорний пішак · f3 чорний слон · g3 білий пішак · d2 чорний пішак · h2 білий ферзь · h1 чорний ферзь | a6 чорний король · b6 чорний пішак · g5 білий пішак · h5 білий король · b4 чорний кінь · c4 чорний пішак · e4 чорний пішак · g4 чорний кінь · a3 чорний пішак · b3 чорний пішак · d3 чорний пішак · e3 чорний пішак · f3 чорний слон · g3 білий пішак · d2 чорний пішак · h2 білий ферзь · h1 чорний ферзь | a6 чорний король · b6 чорний пішак · g5 білий пішак · h5 білий король · b4 чорний кінь · c4 чорний пішак · e4 чорний пішак · g4 чорний кінь · a3 чорний пішак · b3 чорний пішак · d3 чорний пішак · e3 чорний пішак · f3 чорний слон · g3 білий пішак · d2 чорний пішак · h2 білий ферзь · h1 чорний ферзь | 4 |
| 3 | a6 чорний король · b6 чорний пішак · g5 білий пішак · h5 білий король · b4 чорний кінь · c4 чорний пішак · e4 чорний пішак · g4 чорний кінь · a3 чорний пішак · b3 чорний пішак · d3 чорний пішак · e3 чорний пішак · f3 чорний слон · g3 білий пішак · d2 чорний пішак · h2 білий ферзь · h1 чорний ферзь | a6 чорний король · b6 чорний пішак · g5 білий пішак · h5 білий король · b4 чорний кінь · c4 чорний пішак · e4 чорний пішак · g4 чорний кінь · a3 чорний пішак · b3 чорний пішак · d3 чорний пішак · e3 чорний пішак · f3 чорний слон · g3 білий пішак · d2 чорний пішак · h2 білий ферзь · h1 чорний ферзь | a6 чорний король · b6 чорний пішак · g5 білий пішак · h5 білий король · b4 чорний кінь · c4 чорний пішак · e4 чорний пішак · g4 чорний кінь · a3 чорний пішак · b3 чорний пішак · d3 чорний пішак · e3 чорний пішак · f3 чорний слон · g3 білий пішак · d2 чорний пішак · h2 білий ферзь · h1 чорний ферзь | a6 чорний король · b6 чорний пішак · g5 білий пішак · h5 білий король · b4 чорний кінь · c4 чорний пішак · e4 чорний пішак · g4 чорний кінь · a3 чорний пішак · b3 чорний пішак · d3 чорний пішак · e3 чорний пішак · f3 чорний слон · g3 білий пішак · d2 чорний пішак · h2 білий ферзь · h1 чорний ферзь | a6 чорний король · b6 чорний пішак · g5 білий пішак · h5 білий король · b4 чорний кінь · c4 чорний пішак · e4 чорний пішак · g4 чорний кінь · a3 чорний пішак · b3 чорний пішак · d3 чорний пішак · e3 чорний пішак · f3 чорний слон · g3 білий пішак · d2 чорний пішак · h2 білий ферзь · h1 чорний ферзь | a6 чорний король · b6 чорний пішак · g5 білий пішак · h5 білий король · b4 чорний кінь · c4 чорний пішак · e4 чорний пішак · g4 чорний кінь · a3 чорний пішак · b3 чорний пішак · d3 чорний пішак · e3 чорний пішак · f3 чорний слон · g3 білий пішак · d2 чорний пішак · h2 білий ферзь · h1 чорний ферзь | a6 чорний король · b6 чорний пішак · g5 білий пішак · h5 білий король · b4 чорний кінь · c4 чорний пішак · e4 чорний пішак · g4 чорний кінь · a3 чорний пішак · b3 чорний пішак · d3 чорний пішак · e3 чорний пішак · f3 чорний слон · g3 білий пішак · d2 чорний пішак · h2 білий ферзь · h1 чорний ферзь | a6 чорний король · b6 чорний пішак · g5 білий пішак · h5 білий король · b4 чорний кінь · c4 чорний пішак · e4 чорний пішак · g4 чорний кінь · a3 чорний пішак · b3 чорний пішак · d3 чорний пішак · e3 чорний пішак · f3 чорний слон · g3 білий пішак · d2 чорний пішак · h2 білий ферзь · h1 чорний ферзь | 3 |
| 2 | a6 чорний король · b6 чорний пішак · g5 білий пішак · h5 білий король · b4 чорний кінь · c4 чорний пішак · e4 чорний пішак · g4 чорний кінь · a3 чорний пішак · b3 чорний пішак · d3 чорний пішак · e3 чорний пішак · f3 чорний слон · g3 білий пішак · d2 чорний пішак · h2 білий ферзь · h1 чорний ферзь | a6 чорний король · b6 чорний пішак · g5 білий пішак · h5 білий король · b4 чорний кінь · c4 чорний пішак · e4 чорний пішак · g4 чорний кінь · a3 чорний пішак · b3 чорний пішак · d3 чорний пішак · e3 чорний пішак · f3 чорний слон · g3 білий пішак · d2 чорний пішак · h2 білий ферзь · h1 чорний ферзь | a6 чорний король · b6 чорний пішак · g5 білий пішак · h5 білий король · b4 чорний кінь · c4 чорний пішак · e4 чорний пішак · g4 чорний кінь · a3 чорний пішак · b3 чорний пішак · d3 чорний пішак · e3 чорний пішак · f3 чорний слон · g3 білий пішак · d2 чорний пішак · h2 білий ферзь · h1 чорний ферзь | a6 чорний король · b6 чорний пішак · g5 білий пішак · h5 білий король · b4 чорний кінь · c4 чорний пішак · e4 чорний пішак · g4 чорний кінь · a3 чорний пішак · b3 чорний пішак · d3 чорний пішак · e3 чорний пішак · f3 чорний слон · g3 білий пішак · d2 чорний пішак · h2 білий ферзь · h1 чорний ферзь | a6 чорний король · b6 чорний пішак · g5 білий пішак · h5 білий король · b4 чорний кінь · c4 чорний пішак · e4 чорний пішак · g4 чорний кінь · a3 чорний пішак · b3 чорний пішак · d3 чорний пішак · e3 чорний пішак · f3 чорний слон · g3 білий пішак · d2 чорний пішак · h2 білий ферзь · h1 чорний ферзь | a6 чорний король · b6 чорний пішак · g5 білий пішак · h5 білий король · b4 чорний кінь · c4 чорний пішак · e4 чорний пішак · g4 чорний кінь · a3 чорний пішак · b3 чорний пішак · d3 чорний пішак · e3 чорний пішак · f3 чорний слон · g3 білий пішак · d2 чорний пішак · h2 білий ферзь · h1 чорний ферзь | a6 чорний король · b6 чорний пішак · g5 білий пішак · h5 білий король · b4 чорний кінь · c4 чорний пішак · e4 чорний пішак · g4 чорний кінь · a3 чорний пішак · b3 чорний пішак · d3 чорний пішак · e3 чорний пішак · f3 чорний слон · g3 білий пішак · d2 чорний пішак · h2 білий ферзь · h1 чорний ферзь | a6 чорний король · b6 чорний пішак · g5 білий пішак · h5 білий король · b4 чорний кінь · c4 чорний пішак · e4 чорний пішак · g4 чорний кінь · a3 чорний пішак · b3 чорний пішак · d3 чорний пішак · e3 чорний пішак · f3 чорний слон · g3 білий пішак · d2 чорний пішак · h2 білий ферзь · h1 чорний ферзь | 2 |
| 1 | a6 чорний король · b6 чорний пішак · g5 білий пішак · h5 білий король · b4 чорний кінь · c4 чорний пішак · e4 чорний пішак · g4 чорний кінь · a3 чорний пішак · b3 чорний пішак · d3 чорний пішак · e3 чорний пішак · f3 чорний слон · g3 білий пішак · d2 чорний пішак · h2 білий ферзь · h1 чорний ферзь | a6 чорний король · b6 чорний пішак · g5 білий пішак · h5 білий король · b4 чорний кінь · c4 чорний пішак · e4 чорний пішак · g4 чорний кінь · a3 чорний пішак · b3 чорний пішак · d3 чорний пішак · e3 чорний пішак · f3 чорний слон · g3 білий пішак · d2 чорний пішак · h2 білий ферзь · h1 чорний ферзь | a6 чорний король · b6 чорний пішак · g5 білий пішак · h5 білий король · b4 чорний кінь · c4 чорний пішак · e4 чорний пішак · g4 чорний кінь · a3 чорний пішак · b3 чорний пішак · d3 чорний пішак · e3 чорний пішак · f3 чорний слон · g3 білий пішак · d2 чорний пішак · h2 білий ферзь · h1 чорний ферзь | a6 чорний король · b6 чорний пішак · g5 білий пішак · h5 білий король · b4 чорний кінь · c4 чорний пішак · e4 чорний пішак · g4 чорний кінь · a3 чорний пішак · b3 чорний пішак · d3 чорний пішак · e3 чорний пішак · f3 чорний слон · g3 білий пішак · d2 чорний пішак · h2 білий ферзь · h1 чорний ферзь | a6 чорний король · b6 чорний пішак · g5 білий пішак · h5 білий король · b4 чорний кінь · c4 чорний пішак · e4 чорний пішак · g4 чорний кінь · a3 чорний пішак · b3 чорний пішак · d3 чорний пішак · e3 чорний пішак · f3 чорний слон · g3 білий пішак · d2 чорний пішак · h2 білий ферзь · h1 чорний ферзь | a6 чорний король · b6 чорний пішак · g5 білий пішак · h5 білий король · b4 чорний кінь · c4 чорний пішак · e4 чорний пішак · g4 чорний кінь · a3 чорний пішак · b3 чорний пішак · d3 чорний пішак · e3 чорний пішак · f3 чорний слон · g3 білий пішак · d2 чорний пішак · h2 білий ферзь · h1 чорний ферзь | a6 чорний король · b6 чорний пішак · g5 білий пішак · h5 білий король · b4 чорний кінь · c4 чорний пішак · e4 чорний пішак · g4 чорний кінь · a3 чорний пішак · b3 чорний пішак · d3 чорний пішак · e3 чорний пішак · f3 чорний слон · g3 білий пішак · d2 чорний пішак · h2 білий ферзь · h1 чорний ферзь | a6 чорний король · b6 чорний пішак · g5 білий пішак · h5 білий король · b4 чорний кінь · c4 чорний пішак · e4 чорний пішак · g4 чорний кінь · a3 чорний пішак · b3 чорний пішак · d3 чорний пішак · e3 чорний пішак · f3 чорний слон · g3 білий пішак · d2 чорний пішак · h2 білий ферзь · h1 чорний ферзь | 1 |
|   | a | b | c | d | e | f | g | h |   |

2 Sol
1. Da1 Kg6  2. De5 Dh8  3. Db5 Da8 #
1. Da1 D:d2 2. Dg7 D:b4 3. Db7 Da4 #
Двічі букви «Z»  викреслюються знизу вверх чорним ферзем.

## Дзеркальна форма
В цій формі вираження теми полягає в тому, що рух ферзя малює букву «Z», але в дзеркальному відображенні. Тематичні ходи може робити, як чорний, так і білий ферзь.
|   | a | b | c | d | e | f | g | h |   |
| 8 | h8 білий ферзь · d7 чорний пішак · d6 білий пішак · e6 чорний пішак · g6 чорний пішак · c5 чорний пішак · e5 чорний пішак · g5 білий пішак · c4 білий пішак · d4 чорний король · e4 чорний пішак · h4 білий пішак · b3 білий пішак · a2 білий кінь · e2 білий король | h8 білий ферзь · d7 чорний пішак · d6 білий пішак · e6 чорний пішак · g6 чорний пішак · c5 чорний пішак · e5 чорний пішак · g5 білий пішак · c4 білий пішак · d4 чорний король · e4 чорний пішак · h4 білий пішак · b3 білий пішак · a2 білий кінь · e2 білий король | h8 білий ферзь · d7 чорний пішак · d6 білий пішак · e6 чорний пішак · g6 чорний пішак · c5 чорний пішак · e5 чорний пішак · g5 білий пішак · c4 білий пішак · d4 чорний король · e4 чорний пішак · h4 білий пішак · b3 білий пішак · a2 білий кінь · e2 білий король | h8 білий ферзь · d7 чорний пішак · d6 білий пішак · e6 чорний пішак · g6 чорний пішак · c5 чорний пішак · e5 чорний пішак · g5 білий пішак · c4 білий пішак · d4 чорний король · e4 чорний пішак · h4 білий пішак · b3 білий пішак · a2 білий кінь · e2 білий король | h8 білий ферзь · d7 чорний пішак · d6 білий пішак · e6 чорний пішак · g6 чорний пішак · c5 чорний пішак · e5 чорний пішак · g5 білий пішак · c4 білий пішак · d4 чорний король · e4 чорний пішак · h4 білий пішак · b3 білий пішак · a2 білий кінь · e2 білий король | h8 білий ферзь · d7 чорний пішак · d6 білий пішак · e6 чорний пішак · g6 чорний пішак · c5 чорний пішак · e5 чорний пішак · g5 білий пішак · c4 білий пішак · d4 чорний король · e4 чорний пішак · h4 білий пішак · b3 білий пішак · a2 білий кінь · e2 білий король | h8 білий ферзь · d7 чорний пішак · d6 білий пішак · e6 чорний пішак · g6 чорний пішак · c5 чорний пішак · e5 чорний пішак · g5 білий пішак · c4 білий пішак · d4 чорний король · e4 чорний пішак · h4 білий пішак · b3 білий пішак · a2 білий кінь · e2 білий король | h8 білий ферзь · d7 чорний пішак · d6 білий пішак · e6 чорний пішак · g6 чорний пішак · c5 чорний пішак · e5 чорний пішак · g5 білий пішак · c4 білий пішак · d4 чорний король · e4 чорний пішак · h4 білий пішак · b3 білий пішак · a2 білий кінь · e2 білий король | 8 |
| 7 | h8 білий ферзь · d7 чорний пішак · d6 білий пішак · e6 чорний пішак · g6 чорний пішак · c5 чорний пішак · e5 чорний пішак · g5 білий пішак · c4 білий пішак · d4 чорний король · e4 чорний пішак · h4 білий пішак · b3 білий пішак · a2 білий кінь · e2 білий король | h8 білий ферзь · d7 чорний пішак · d6 білий пішак · e6 чорний пішак · g6 чорний пішак · c5 чорний пішак · e5 чорний пішак · g5 білий пішак · c4 білий пішак · d4 чорний король · e4 чорний пішак · h4 білий пішак · b3 білий пішак · a2 білий кінь · e2 білий король | h8 білий ферзь · d7 чорний пішак · d6 білий пішак · e6 чорний пішак · g6 чорний пішак · c5 чорний пішак · e5 чорний пішак · g5 білий пішак · c4 білий пішак · d4 чорний король · e4 чорний пішак · h4 білий пішак · b3 білий пішак · a2 білий кінь · e2 білий король | h8 білий ферзь · d7 чорний пішак · d6 білий пішак · e6 чорний пішак · g6 чорний пішак · c5 чорний пішак · e5 чорний пішак · g5 білий пішак · c4 білий пішак · d4 чорний король · e4 чорний пішак · h4 білий пішак · b3 білий пішак · a2 білий кінь · e2 білий король | h8 білий ферзь · d7 чорний пішак · d6 білий пішак · e6 чорний пішак · g6 чорний пішак · c5 чорний пішак · e5 чорний пішак · g5 білий пішак · c4 білий пішак · d4 чорний король · e4 чорний пішак · h4 білий пішак · b3 білий пішак · a2 білий кінь · e2 білий король | h8 білий ферзь · d7 чорний пішак · d6 білий пішак · e6 чорний пішак · g6 чорний пішак · c5 чорний пішак · e5 чорний пішак · g5 білий пішак · c4 білий пішак · d4 чорний король · e4 чорний пішак · h4 білий пішак · b3 білий пішак · a2 білий кінь · e2 білий король | h8 білий ферзь · d7 чорний пішак · d6 білий пішак · e6 чорний пішак · g6 чорний пішак · c5 чорний пішак · e5 чорний пішак · g5 білий пішак · c4 білий пішак · d4 чорний король · e4 чорний пішак · h4 білий пішак · b3 білий пішак · a2 білий кінь · e2 білий король | h8 білий ферзь · d7 чорний пішак · d6 білий пішак · e6 чорний пішак · g6 чорний пішак · c5 чорний пішак · e5 чорний пішак · g5 білий пішак · c4 білий пішак · d4 чорний король · e4 чорний пішак · h4 білий пішак · b3 білий пішак · a2 білий кінь · e2 білий король | 7 |
| 6 | h8 білий ферзь · d7 чорний пішак · d6 білий пішак · e6 чорний пішак · g6 чорний пішак · c5 чорний пішак · e5 чорний пішак · g5 білий пішак · c4 білий пішак · d4 чорний король · e4 чорний пішак · h4 білий пішак · b3 білий пішак · a2 білий кінь · e2 білий король | h8 білий ферзь · d7 чорний пішак · d6 білий пішак · e6 чорний пішак · g6 чорний пішак · c5 чорний пішак · e5 чорний пішак · g5 білий пішак · c4 білий пішак · d4 чорний король · e4 чорний пішак · h4 білий пішак · b3 білий пішак · a2 білий кінь · e2 білий король | h8 білий ферзь · d7 чорний пішак · d6 білий пішак · e6 чорний пішак · g6 чорний пішак · c5 чорний пішак · e5 чорний пішак · g5 білий пішак · c4 білий пішак · d4 чорний король · e4 чорний пішак · h4 білий пішак · b3 білий пішак · a2 білий кінь · e2 білий король | h8 білий ферзь · d7 чорний пішак · d6 білий пішак · e6 чорний пішак · g6 чорний пішак · c5 чорний пішак · e5 чорний пішак · g5 білий пішак · c4 білий пішак · d4 чорний король · e4 чорний пішак · h4 білий пішак · b3 білий пішак · a2 білий кінь · e2 білий король | h8 білий ферзь · d7 чорний пішак · d6 білий пішак · e6 чорний пішак · g6 чорний пішак · c5 чорний пішак · e5 чорний пішак · g5 білий пішак · c4 білий пішак · d4 чорний король · e4 чорний пішак · h4 білий пішак · b3 білий пішак · a2 білий кінь · e2 білий король | h8 білий ферзь · d7 чорний пішак · d6 білий пішак · e6 чорний пішак · g6 чорний пішак · c5 чорний пішак · e5 чорний пішак · g5 білий пішак · c4 білий пішак · d4 чорний король · e4 чорний пішак · h4 білий пішак · b3 білий пішак · a2 білий кінь · e2 білий король | h8 білий ферзь · d7 чорний пішак · d6 білий пішак · e6 чорний пішак · g6 чорний пішак · c5 чорний пішак · e5 чорний пішак · g5 білий пішак · c4 білий пішак · d4 чорний король · e4 чорний пішак · h4 білий пішак · b3 білий пішак · a2 білий кінь · e2 білий король | h8 білий ферзь · d7 чорний пішак · d6 білий пішак · e6 чорний пішак · g6 чорний пішак · c5 чорний пішак · e5 чорний пішак · g5 білий пішак · c4 білий пішак · d4 чорний король · e4 чорний пішак · h4 білий пішак · b3 білий пішак · a2 білий кінь · e2 білий король | 6 |
| 5 | h8 білий ферзь · d7 чорний пішак · d6 білий пішак · e6 чорний пішак · g6 чорний пішак · c5 чорний пішак · e5 чорний пішак · g5 білий пішак · c4 білий пішак · d4 чорний король · e4 чорний пішак · h4 білий пішак · b3 білий пішак · a2 білий кінь · e2 білий король | h8 білий ферзь · d7 чорний пішак · d6 білий пішак · e6 чорний пішак · g6 чорний пішак · c5 чорний пішак · e5 чорний пішак · g5 білий пішак · c4 білий пішак · d4 чорний король · e4 чорний пішак · h4 білий пішак · b3 білий пішак · a2 білий кінь · e2 білий король | h8 білий ферзь · d7 чорний пішак · d6 білий пішак · e6 чорний пішак · g6 чорний пішак · c5 чорний пішак · e5 чорний пішак · g5 білий пішак · c4 білий пішак · d4 чорний король · e4 чорний пішак · h4 білий пішак · b3 білий пішак · a2 білий кінь · e2 білий король | h8 білий ферзь · d7 чорний пішак · d6 білий пішак · e6 чорний пішак · g6 чорний пішак · c5 чорний пішак · e5 чорний пішак · g5 білий пішак · c4 білий пішак · d4 чорний король · e4 чорний пішак · h4 білий пішак · b3 білий пішак · a2 білий кінь · e2 білий король | h8 білий ферзь · d7 чорний пішак · d6 білий пішак · e6 чорний пішак · g6 чорний пішак · c5 чорний пішак · e5 чорний пішак · g5 білий пішак · c4 білий пішак · d4 чорний король · e4 чорний пішак · h4 білий пішак · b3 білий пішак · a2 білий кінь · e2 білий король | h8 білий ферзь · d7 чорний пішак · d6 білий пішак · e6 чорний пішак · g6 чорний пішак · c5 чорний пішак · e5 чорний пішак · g5 білий пішак · c4 білий пішак · d4 чорний король · e4 чорний пішак · h4 білий пішак · b3 білий пішак · a2 білий кінь · e2 білий король | h8 білий ферзь · d7 чорний пішак · d6 білий пішак · e6 чорний пішак · g6 чорний пішак · c5 чорний пішак · e5 чорний пішак · g5 білий пішак · c4 білий пішак · d4 чорний король · e4 чорний пішак · h4 білий пішак · b3 білий пішак · a2 білий кінь · e2 білий король | h8 білий ферзь · d7 чорний пішак · d6 білий пішак · e6 чорний пішак · g6 чорний пішак · c5 чорний пішак · e5 чорний пішак · g5 білий пішак · c4 білий пішак · d4 чорний король · e4 чорний пішак · h4 білий пішак · b3 білий пішак · a2 білий кінь · e2 білий король | 5 |
| 4 | h8 білий ферзь · d7 чорний пішак · d6 білий пішак · e6 чорний пішак · g6 чорний пішак · c5 чорний пішак · e5 чорний пішак · g5 білий пішак · c4 білий пішак · d4 чорний король · e4 чорний пішак · h4 білий пішак · b3 білий пішак · a2 білий кінь · e2 білий король | h8 білий ферзь · d7 чорний пішак · d6 білий пішак · e6 чорний пішак · g6 чорний пішак · c5 чорний пішак · e5 чорний пішак · g5 білий пішак · c4 білий пішак · d4 чорний король · e4 чорний пішак · h4 білий пішак · b3 білий пішак · a2 білий кінь · e2 білий король | h8 білий ферзь · d7 чорний пішак · d6 білий пішак · e6 чорний пішак · g6 чорний пішак · c5 чорний пішак · e5 чорний пішак · g5 білий пішак · c4 білий пішак · d4 чорний король · e4 чорний пішак · h4 білий пішак · b3 білий пішак · a2 білий кінь · e2 білий король | h8 білий ферзь · d7 чорний пішак · d6 білий пішак · e6 чорний пішак · g6 чорний пішак · c5 чорний пішак · e5 чорний пішак · g5 білий пішак · c4 білий пішак · d4 чорний король · e4 чорний пішак · h4 білий пішак · b3 білий пішак · a2 білий кінь · e2 білий король | h8 білий ферзь · d7 чорний пішак · d6 білий пішак · e6 чорний пішак · g6 чорний пішак · c5 чорний пішак · e5 чорний пішак · g5 білий пішак · c4 білий пішак · d4 чорний король · e4 чорний пішак · h4 білий пішак · b3 білий пішак · a2 білий кінь · e2 білий король | h8 білий ферзь · d7 чорний пішак · d6 білий пішак · e6 чорний пішак · g6 чорний пішак · c5 чорний пішак · e5 чорний пішак · g5 білий пішак · c4 білий пішак · d4 чорний король · e4 чорний пішак · h4 білий пішак · b3 білий пішак · a2 білий кінь · e2 білий король | h8 білий ферзь · d7 чорний пішак · d6 білий пішак · e6 чорний пішак · g6 чорний пішак · c5 чорний пішак · e5 чорний пішак · g5 білий пішак · c4 білий пішак · d4 чорний король · e4 чорний пішак · h4 білий пішак · b3 білий пішак · a2 білий кінь · e2 білий король | h8 білий ферзь · d7 чорний пішак · d6 білий пішак · e6 чорний пішак · g6 чорний пішак · c5 чорний пішак · e5 чорний пішак · g5 білий пішак · c4 білий пішак · d4 чорний король · e4 чорний пішак · h4 білий пішак · b3 білий пішак · a2 білий кінь · e2 білий король | 4 |
| 3 | h8 білий ферзь · d7 чорний пішак · d6 білий пішак · e6 чорний пішак · g6 чорний пішак · c5 чорний пішак · e5 чорний пішак · g5 білий пішак · c4 білий пішак · d4 чорний король · e4 чорний пішак · h4 білий пішак · b3 білий пішак · a2 білий кінь · e2 білий король | h8 білий ферзь · d7 чорний пішак · d6 білий пішак · e6 чорний пішак · g6 чорний пішак · c5 чорний пішак · e5 чорний пішак · g5 білий пішак · c4 білий пішак · d4 чорний король · e4 чорний пішак · h4 білий пішак · b3 білий пішак · a2 білий кінь · e2 білий король | h8 білий ферзь · d7 чорний пішак · d6 білий пішак · e6 чорний пішак · g6 чорний пішак · c5 чорний пішак · e5 чорний пішак · g5 білий пішак · c4 білий пішак · d4 чорний король · e4 чорний пішак · h4 білий пішак · b3 білий пішак · a2 білий кінь · e2 білий король | h8 білий ферзь · d7 чорний пішак · d6 білий пішак · e6 чорний пішак · g6 чорний пішак · c5 чорний пішак · e5 чорний пішак · g5 білий пішак · c4 білий пішак · d4 чорний король · e4 чорний пішак · h4 білий пішак · b3 білий пішак · a2 білий кінь · e2 білий король | h8 білий ферзь · d7 чорний пішак · d6 білий пішак · e6 чорний пішак · g6 чорний пішак · c5 чорний пішак · e5 чорний пішак · g5 білий пішак · c4 білий пішак · d4 чорний король · e4 чорний пішак · h4 білий пішак · b3 білий пішак · a2 білий кінь · e2 білий король | h8 білий ферзь · d7 чорний пішак · d6 білий пішак · e6 чорний пішак · g6 чорний пішак · c5 чорний пішак · e5 чорний пішак · g5 білий пішак · c4 білий пішак · d4 чорний король · e4 чорний пішак · h4 білий пішак · b3 білий пішак · a2 білий кінь · e2 білий король | h8 білий ферзь · d7 чорний пішак · d6 білий пішак · e6 чорний пішак · g6 чорний пішак · c5 чорний пішак · e5 чорний пішак · g5 білий пішак · c4 білий пішак · d4 чорний король · e4 чорний пішак · h4 білий пішак · b3 білий пішак · a2 білий кінь · e2 білий король | h8 білий ферзь · d7 чорний пішак · d6 білий пішак · e6 чорний пішак · g6 чорний пішак · c5 чорний пішак · e5 чорний пішак · g5 білий пішак · c4 білий пішак · d4 чорний король · e4 чорний пішак · h4 білий пішак · b3 білий пішак · a2 білий кінь · e2 білий король | 3 |
| 2 | h8 білий ферзь · d7 чорний пішак · d6 білий пішак · e6 чорний пішак · g6 чорний пішак · c5 чорний пішак · e5 чорний пішак · g5 білий пішак · c4 білий пішак · d4 чорний король · e4 чорний пішак · h4 білий пішак · b3 білий пішак · a2 білий кінь · e2 білий король | h8 білий ферзь · d7 чорний пішак · d6 білий пішак · e6 чорний пішак · g6 чорний пішак · c5 чорний пішак · e5 чорний пішак · g5 білий пішак · c4 білий пішак · d4 чорний король · e4 чорний пішак · h4 білий пішак · b3 білий пішак · a2 білий кінь · e2 білий король | h8 білий ферзь · d7 чорний пішак · d6 білий пішак · e6 чорний пішак · g6 чорний пішак · c5 чорний пішак · e5 чорний пішак · g5 білий пішак · c4 білий пішак · d4 чорний король · e4 чорний пішак · h4 білий пішак · b3 білий пішак · a2 білий кінь · e2 білий король | h8 білий ферзь · d7 чорний пішак · d6 білий пішак · e6 чорний пішак · g6 чорний пішак · c5 чорний пішак · e5 чорний пішак · g5 білий пішак · c4 білий пішак · d4 чорний король · e4 чорний пішак · h4 білий пішак · b3 білий пішак · a2 білий кінь · e2 білий король | h8 білий ферзь · d7 чорний пішак · d6 білий пішак · e6 чорний пішак · g6 чорний пішак · c5 чорний пішак · e5 чорний пішак · g5 білий пішак · c4 білий пішак · d4 чорний король · e4 чорний пішак · h4 білий пішак · b3 білий пішак · a2 білий кінь · e2 білий король | h8 білий ферзь · d7 чорний пішак · d6 білий пішак · e6 чорний пішак · g6 чорний пішак · c5 чорний пішак · e5 чорний пішак · g5 білий пішак · c4 білий пішак · d4 чорний король · e4 чорний пішак · h4 білий пішак · b3 білий пішак · a2 білий кінь · e2 білий король | h8 білий ферзь · d7 чорний пішак · d6 білий пішак · e6 чорний пішак · g6 чорний пішак · c5 чорний пішак · e5 чорний пішак · g5 білий пішак · c4 білий пішак · d4 чорний король · e4 чорний пішак · h4 білий пішак · b3 білий пішак · a2 білий кінь · e2 білий король | h8 білий ферзь · d7 чорний пішак · d6 білий пішак · e6 чорний пішак · g6 чорний пішак · c5 чорний пішак · e5 чорний пішак · g5 білий пішак · c4 білий пішак · d4 чорний король · e4 чорний пішак · h4 білий пішак · b3 білий пішак · a2 білий кінь · e2 білий король | 2 |
| 1 | h8 білий ферзь · d7 чорний пішак · d6 білий пішак · e6 чорний пішак · g6 чорний пішак · c5 чорний пішак · e5 чорний пішак · g5 білий пішак · c4 білий пішак · d4 чорний король · e4 чорний пішак · h4 білий пішак · b3 білий пішак · a2 білий кінь · e2 білий король | h8 білий ферзь · d7 чорний пішак · d6 білий пішак · e6 чорний пішак · g6 чорний пішак · c5 чорний пішак · e5 чорний пішак · g5 білий пішак · c4 білий пішак · d4 чорний король · e4 чорний пішак · h4 білий пішак · b3 білий пішак · a2 білий кінь · e2 білий король | h8 білий ферзь · d7 чорний пішак · d6 білий пішак · e6 чорний пішак · g6 чорний пішак · c5 чорний пішак · e5 чорний пішак · g5 білий пішак · c4 білий пішак · d4 чорний король · e4 чорний пішак · h4 білий пішак · b3 білий пішак · a2 білий кінь · e2 білий король | h8 білий ферзь · d7 чорний пішак · d6 білий пішак · e6 чорний пішак · g6 чорний пішак · c5 чорний пішак · e5 чорний пішак · g5 білий пішак · c4 білий пішак · d4 чорний король · e4 чорний пішак · h4 білий пішак · b3 білий пішак · a2 білий кінь · e2 білий король | h8 білий ферзь · d7 чорний пішак · d6 білий пішак · e6 чорний пішак · g6 чорний пішак · c5 чорний пішак · e5 чорний пішак · g5 білий пішак · c4 білий пішак · d4 чорний король · e4 чорний пішак · h4 білий пішак · b3 білий пішак · a2 білий кінь · e2 білий король | h8 білий ферзь · d7 чорний пішак · d6 білий пішак · e6 чорний пішак · g6 чорний пішак · c5 чорний пішак · e5 чорний пішак · g5 білий пішак · c4 білий пішак · d4 чорний король · e4 чорний пішак · h4 білий пішак · b3 білий пішак · a2 білий кінь · e2 білий король | h8 білий ферзь · d7 чорний пішак · d6 білий пішак · e6 чорний пішак · g6 чорний пішак · c5 чорний пішак · e5 чорний пішак · g5 білий пішак · c4 білий пішак · d4 чорний король · e4 чорний пішак · h4 білий пішак · b3 білий пішак · a2 білий кінь · e2 білий король | h8 білий ферзь · d7 чорний пішак · d6 білий пішак · e6 чорний пішак · g6 чорний пішак · c5 чорний пішак · e5 чорний пішак · g5 білий пішак · c4 білий пішак · d4 чорний король · e4 чорний пішак · h4 білий пішак · b3 білий пішак · a2 білий кінь · e2 білий король | 1 |
|   | a | b | c | d | e | f | g | h |   |

1.Da8! Zz
1. ... e3 2. Dh1 e4 3. Da1 #
Білий ферзь побував у всіх кутках шахівниці. Своїм рухом він виписав букву «Z», але у дзеркальному зображенні. 

## Синтез з іншими темами
При створенні задач на тему ЗЕТ, було виражено й інші теми.
|   | a | b | c | d | e | f | g | h |   |
| 8 | a8 чорний ферзь · d8 чорний кінь · b5 білий король · c5 чорний слон · d5 чорний пішак · e4 чорний пішак · h3 чорний пішак · a2 білий пішак · g2 чорний пішак · h2 чорний король | a8 чорний ферзь · d8 чорний кінь · b5 білий король · c5 чорний слон · d5 чорний пішак · e4 чорний пішак · h3 чорний пішак · a2 білий пішак · g2 чорний пішак · h2 чорний король | a8 чорний ферзь · d8 чорний кінь · b5 білий король · c5 чорний слон · d5 чорний пішак · e4 чорний пішак · h3 чорний пішак · a2 білий пішак · g2 чорний пішак · h2 чорний король | a8 чорний ферзь · d8 чорний кінь · b5 білий король · c5 чорний слон · d5 чорний пішак · e4 чорний пішак · h3 чорний пішак · a2 білий пішак · g2 чорний пішак · h2 чорний король | a8 чорний ферзь · d8 чорний кінь · b5 білий король · c5 чорний слон · d5 чорний пішак · e4 чорний пішак · h3 чорний пішак · a2 білий пішак · g2 чорний пішак · h2 чорний король | a8 чорний ферзь · d8 чорний кінь · b5 білий король · c5 чорний слон · d5 чорний пішак · e4 чорний пішак · h3 чорний пішак · a2 білий пішак · g2 чорний пішак · h2 чорний король | a8 чорний ферзь · d8 чорний кінь · b5 білий король · c5 чорний слон · d5 чорний пішак · e4 чорний пішак · h3 чорний пішак · a2 білий пішак · g2 чорний пішак · h2 чорний король | a8 чорний ферзь · d8 чорний кінь · b5 білий король · c5 чорний слон · d5 чорний пішак · e4 чорний пішак · h3 чорний пішак · a2 білий пішак · g2 чорний пішак · h2 чорний король | 8 |
| 7 | a8 чорний ферзь · d8 чорний кінь · b5 білий король · c5 чорний слон · d5 чорний пішак · e4 чорний пішак · h3 чорний пішак · a2 білий пішак · g2 чорний пішак · h2 чорний король | a8 чорний ферзь · d8 чорний кінь · b5 білий король · c5 чорний слон · d5 чорний пішак · e4 чорний пішак · h3 чорний пішак · a2 білий пішак · g2 чорний пішак · h2 чорний король | a8 чорний ферзь · d8 чорний кінь · b5 білий король · c5 чорний слон · d5 чорний пішак · e4 чорний пішак · h3 чорний пішак · a2 білий пішак · g2 чорний пішак · h2 чорний король | a8 чорний ферзь · d8 чорний кінь · b5 білий король · c5 чорний слон · d5 чорний пішак · e4 чорний пішак · h3 чорний пішак · a2 білий пішак · g2 чорний пішак · h2 чорний король | a8 чорний ферзь · d8 чорний кінь · b5 білий король · c5 чорний слон · d5 чорний пішак · e4 чорний пішак · h3 чорний пішак · a2 білий пішак · g2 чорний пішак · h2 чорний король | a8 чорний ферзь · d8 чорний кінь · b5 білий король · c5 чорний слон · d5 чорний пішак · e4 чорний пішак · h3 чорний пішак · a2 білий пішак · g2 чорний пішак · h2 чорний король | a8 чорний ферзь · d8 чорний кінь · b5 білий король · c5 чорний слон · d5 чорний пішак · e4 чорний пішак · h3 чорний пішак · a2 білий пішак · g2 чорний пішак · h2 чорний король | a8 чорний ферзь · d8 чорний кінь · b5 білий король · c5 чорний слон · d5 чорний пішак · e4 чорний пішак · h3 чорний пішак · a2 білий пішак · g2 чорний пішак · h2 чорний король | 7 |
| 6 | a8 чорний ферзь · d8 чорний кінь · b5 білий король · c5 чорний слон · d5 чорний пішак · e4 чорний пішак · h3 чорний пішак · a2 білий пішак · g2 чорний пішак · h2 чорний король | a8 чорний ферзь · d8 чорний кінь · b5 білий король · c5 чорний слон · d5 чорний пішак · e4 чорний пішак · h3 чорний пішак · a2 білий пішак · g2 чорний пішак · h2 чорний король | a8 чорний ферзь · d8 чорний кінь · b5 білий король · c5 чорний слон · d5 чорний пішак · e4 чорний пішак · h3 чорний пішак · a2 білий пішак · g2 чорний пішак · h2 чорний король | a8 чорний ферзь · d8 чорний кінь · b5 білий король · c5 чорний слон · d5 чорний пішак · e4 чорний пішак · h3 чорний пішак · a2 білий пішак · g2 чорний пішак · h2 чорний король | a8 чорний ферзь · d8 чорний кінь · b5 білий король · c5 чорний слон · d5 чорний пішак · e4 чорний пішак · h3 чорний пішак · a2 білий пішак · g2 чорний пішак · h2 чорний король | a8 чорний ферзь · d8 чорний кінь · b5 білий король · c5 чорний слон · d5 чорний пішак · e4 чорний пішак · h3 чорний пішак · a2 білий пішак · g2 чорний пішак · h2 чорний король | a8 чорний ферзь · d8 чорний кінь · b5 білий король · c5 чорний слон · d5 чорний пішак · e4 чорний пішак · h3 чорний пішак · a2 білий пішак · g2 чорний пішак · h2 чорний король | a8 чорний ферзь · d8 чорний кінь · b5 білий король · c5 чорний слон · d5 чорний пішак · e4 чорний пішак · h3 чорний пішак · a2 білий пішак · g2 чорний пішак · h2 чорний король | 6 |
| 5 | a8 чорний ферзь · d8 чорний кінь · b5 білий король · c5 чорний слон · d5 чорний пішак · e4 чорний пішак · h3 чорний пішак · a2 білий пішак · g2 чорний пішак · h2 чорний король | a8 чорний ферзь · d8 чорний кінь · b5 білий король · c5 чорний слон · d5 чорний пішак · e4 чорний пішак · h3 чорний пішак · a2 білий пішак · g2 чорний пішак · h2 чорний король | a8 чорний ферзь · d8 чорний кінь · b5 білий король · c5 чорний слон · d5 чорний пішак · e4 чорний пішак · h3 чорний пішак · a2 білий пішак · g2 чорний пішак · h2 чорний король | a8 чорний ферзь · d8 чорний кінь · b5 білий король · c5 чорний слон · d5 чорний пішак · e4 чорний пішак · h3 чорний пішак · a2 білий пішак · g2 чорний пішак · h2 чорний король | a8 чорний ферзь · d8 чорний кінь · b5 білий король · c5 чорний слон · d5 чорний пішак · e4 чорний пішак · h3 чорний пішак · a2 білий пішак · g2 чорний пішак · h2 чорний король | a8 чорний ферзь · d8 чорний кінь · b5 білий король · c5 чорний слон · d5 чорний пішак · e4 чорний пішак · h3 чорний пішак · a2 білий пішак · g2 чорний пішак · h2 чорний король | a8 чорний ферзь · d8 чорний кінь · b5 білий король · c5 чорний слон · d5 чорний пішак · e4 чорний пішак · h3 чорний пішак · a2 білий пішак · g2 чорний пішак · h2 чорний король | a8 чорний ферзь · d8 чорний кінь · b5 білий король · c5 чорний слон · d5 чорний пішак · e4 чорний пішак · h3 чорний пішак · a2 білий пішак · g2 чорний пішак · h2 чорний король | 5 |
| 4 | a8 чорний ферзь · d8 чорний кінь · b5 білий король · c5 чорний слон · d5 чорний пішак · e4 чорний пішак · h3 чорний пішак · a2 білий пішак · g2 чорний пішак · h2 чорний король | a8 чорний ферзь · d8 чорний кінь · b5 білий король · c5 чорний слон · d5 чорний пішак · e4 чорний пішак · h3 чорний пішак · a2 білий пішак · g2 чорний пішак · h2 чорний король | a8 чорний ферзь · d8 чорний кінь · b5 білий король · c5 чорний слон · d5 чорний пішак · e4 чорний пішак · h3 чорний пішак · a2 білий пішак · g2 чорний пішак · h2 чорний король | a8 чорний ферзь · d8 чорний кінь · b5 білий король · c5 чорний слон · d5 чорний пішак · e4 чорний пішак · h3 чорний пішак · a2 білий пішак · g2 чорний пішак · h2 чорний король | a8 чорний ферзь · d8 чорний кінь · b5 білий король · c5 чорний слон · d5 чорний пішак · e4 чорний пішак · h3 чорний пішак · a2 білий пішак · g2 чорний пішак · h2 чорний король | a8 чорний ферзь · d8 чорний кінь · b5 білий король · c5 чорний слон · d5 чорний пішак · e4 чорний пішак · h3 чорний пішак · a2 білий пішак · g2 чорний пішак · h2 чорний король | a8 чорний ферзь · d8 чорний кінь · b5 білий король · c5 чорний слон · d5 чорний пішак · e4 чорний пішак · h3 чорний пішак · a2 білий пішак · g2 чорний пішак · h2 чорний король | a8 чорний ферзь · d8 чорний кінь · b5 білий король · c5 чорний слон · d5 чорний пішак · e4 чорний пішак · h3 чорний пішак · a2 білий пішак · g2 чорний пішак · h2 чорний король | 4 |
| 3 | a8 чорний ферзь · d8 чорний кінь · b5 білий король · c5 чорний слон · d5 чорний пішак · e4 чорний пішак · h3 чорний пішак · a2 білий пішак · g2 чорний пішак · h2 чорний король | a8 чорний ферзь · d8 чорний кінь · b5 білий король · c5 чорний слон · d5 чорний пішак · e4 чорний пішак · h3 чорний пішак · a2 білий пішак · g2 чорний пішак · h2 чорний король | a8 чорний ферзь · d8 чорний кінь · b5 білий король · c5 чорний слон · d5 чорний пішак · e4 чорний пішак · h3 чорний пішак · a2 білий пішак · g2 чорний пішак · h2 чорний король | a8 чорний ферзь · d8 чорний кінь · b5 білий король · c5 чорний слон · d5 чорний пішак · e4 чорний пішак · h3 чорний пішак · a2 білий пішак · g2 чорний пішак · h2 чорний король | a8 чорний ферзь · d8 чорний кінь · b5 білий король · c5 чорний слон · d5 чорний пішак · e4 чорний пішак · h3 чорний пішак · a2 білий пішак · g2 чорний пішак · h2 чорний король | a8 чорний ферзь · d8 чорний кінь · b5 білий король · c5 чорний слон · d5 чорний пішак · e4 чорний пішак · h3 чорний пішак · a2 білий пішак · g2 чорний пішак · h2 чорний король | a8 чорний ферзь · d8 чорний кінь · b5 білий король · c5 чорний слон · d5 чорний пішак · e4 чорний пішак · h3 чорний пішак · a2 білий пішак · g2 чорний пішак · h2 чорний король | a8 чорний ферзь · d8 чорний кінь · b5 білий король · c5 чорний слон · d5 чорний пішак · e4 чорний пішак · h3 чорний пішак · a2 білий пішак · g2 чорний пішак · h2 чорний король | 3 |
| 2 | a8 чорний ферзь · d8 чорний кінь · b5 білий король · c5 чорний слон · d5 чорний пішак · e4 чорний пішак · h3 чорний пішак · a2 білий пішак · g2 чорний пішак · h2 чорний король | a8 чорний ферзь · d8 чорний кінь · b5 білий король · c5 чорний слон · d5 чорний пішак · e4 чорний пішак · h3 чорний пішак · a2 білий пішак · g2 чорний пішак · h2 чорний король | a8 чорний ферзь · d8 чорний кінь · b5 білий король · c5 чорний слон · d5 чорний пішак · e4 чорний пішак · h3 чорний пішак · a2 білий пішак · g2 чорний пішак · h2 чорний король | a8 чорний ферзь · d8 чорний кінь · b5 білий король · c5 чорний слон · d5 чорний пішак · e4 чорний пішак · h3 чорний пішак · a2 білий пішак · g2 чорний пішак · h2 чорний король | a8 чорний ферзь · d8 чорний кінь · b5 білий король · c5 чорний слон · d5 чорний пішак · e4 чорний пішак · h3 чорний пішак · a2 білий пішак · g2 чорний пішак · h2 чорний король | a8 чорний ферзь · d8 чорний кінь · b5 білий король · c5 чорний слон · d5 чорний пішак · e4 чорний пішак · h3 чорний пішак · a2 білий пішак · g2 чорний пішак · h2 чорний король | a8 чорний ферзь · d8 чорний кінь · b5 білий король · c5 чорний слон · d5 чорний пішак · e4 чорний пішак · h3 чорний пішак · a2 білий пішак · g2 чорний пішак · h2 чорний король | a8 чорний ферзь · d8 чорний кінь · b5 білий король · c5 чорний слон · d5 чорний пішак · e4 чорний пішак · h3 чорний пішак · a2 білий пішак · g2 чорний пішак · h2 чорний король | 2 |
| 1 | a8 чорний ферзь · d8 чорний кінь · b5 білий король · c5 чорний слон · d5 чорний пішак · e4 чорний пішак · h3 чорний пішак · a2 білий пішак · g2 чорний пішак · h2 чорний король | a8 чорний ферзь · d8 чорний кінь · b5 білий король · c5 чорний слон · d5 чорний пішак · e4 чорний пішак · h3 чорний пішак · a2 білий пішак · g2 чорний пішак · h2 чорний король | a8 чорний ферзь · d8 чорний кінь · b5 білий король · c5 чорний слон · d5 чорний пішак · e4 чорний пішак · h3 чорний пішак · a2 білий пішак · g2 чорний пішак · h2 чорний король | a8 чорний ферзь · d8 чорний кінь · b5 білий король · c5 чорний слон · d5 чорний пішак · e4 чорний пішак · h3 чорний пішак · a2 білий пішак · g2 чорний пішак · h2 чорний король | a8 чорний ферзь · d8 чорний кінь · b5 білий король · c5 чорний слон · d5 чорний пішак · e4 чорний пішак · h3 чорний пішак · a2 білий пішак · g2 чорний пішак · h2 чорний король | a8 чорний ферзь · d8 чорний кінь · b5 білий король · c5 чорний слон · d5 чорний пішак · e4 чорний пішак · h3 чорний пішак · a2 білий пішак · g2 чорний пішак · h2 чорний король | a8 чорний ферзь · d8 чорний кінь · b5 білий король · c5 чорний слон · d5 чорний пішак · e4 чорний пішак · h3 чорний пішак · a2 білий пішак · g2 чорний пішак · h2 чорний король | a8 чорний ферзь · d8 чорний кінь · b5 білий король · c5 чорний слон · d5 чорний пішак · e4 чорний пішак · h3 чорний пішак · a2 білий пішак · g2 чорний пішак · h2 чорний король | 1 |
|   | a | b | c | d | e | f | g | h |   |

1. Sb7 a4 2. Dh8 a5 3. Da1 a6 4. Dh1 ab7 5. Lg1 b8D #
На тлі білої форми теми ексцельсіор проходить чіткий рух чорного ферзя по полях «h8, а1, h1», що зображає букву «Z».
|   | a | b | c | d | e | f | g | h |   |
| 8 | b7 чорний пішак · a6 чорний король · b6 чорний пішак · e6 чорний пішак · b5 чорний пішак · d5 чорний пішак · f5 чорний пішак · h5 чорний пішак · g3 білий король · h3 чорний пішак · c2 білий пішак | b7 чорний пішак · a6 чорний король · b6 чорний пішак · e6 чорний пішак · b5 чорний пішак · d5 чорний пішак · f5 чорний пішак · h5 чорний пішак · g3 білий король · h3 чорний пішак · c2 білий пішак | b7 чорний пішак · a6 чорний король · b6 чорний пішак · e6 чорний пішак · b5 чорний пішак · d5 чорний пішак · f5 чорний пішак · h5 чорний пішак · g3 білий король · h3 чорний пішак · c2 білий пішак | b7 чорний пішак · a6 чорний король · b6 чорний пішак · e6 чорний пішак · b5 чорний пішак · d5 чорний пішак · f5 чорний пішак · h5 чорний пішак · g3 білий король · h3 чорний пішак · c2 білий пішак | b7 чорний пішак · a6 чорний король · b6 чорний пішак · e6 чорний пішак · b5 чорний пішак · d5 чорний пішак · f5 чорний пішак · h5 чорний пішак · g3 білий король · h3 чорний пішак · c2 білий пішак | b7 чорний пішак · a6 чорний король · b6 чорний пішак · e6 чорний пішак · b5 чорний пішак · d5 чорний пішак · f5 чорний пішак · h5 чорний пішак · g3 білий король · h3 чорний пішак · c2 білий пішак | b7 чорний пішак · a6 чорний король · b6 чорний пішак · e6 чорний пішак · b5 чорний пішак · d5 чорний пішак · f5 чорний пішак · h5 чорний пішак · g3 білий король · h3 чорний пішак · c2 білий пішак | b7 чорний пішак · a6 чорний король · b6 чорний пішак · e6 чорний пішак · b5 чорний пішак · d5 чорний пішак · f5 чорний пішак · h5 чорний пішак · g3 білий король · h3 чорний пішак · c2 білий пішак | 8 |
| 7 | b7 чорний пішак · a6 чорний король · b6 чорний пішак · e6 чорний пішак · b5 чорний пішак · d5 чорний пішак · f5 чорний пішак · h5 чорний пішак · g3 білий король · h3 чорний пішак · c2 білий пішак | b7 чорний пішак · a6 чорний король · b6 чорний пішак · e6 чорний пішак · b5 чорний пішак · d5 чорний пішак · f5 чорний пішак · h5 чорний пішак · g3 білий король · h3 чорний пішак · c2 білий пішак | b7 чорний пішак · a6 чорний король · b6 чорний пішак · e6 чорний пішак · b5 чорний пішак · d5 чорний пішак · f5 чорний пішак · h5 чорний пішак · g3 білий король · h3 чорний пішак · c2 білий пішак | b7 чорний пішак · a6 чорний король · b6 чорний пішак · e6 чорний пішак · b5 чорний пішак · d5 чорний пішак · f5 чорний пішак · h5 чорний пішак · g3 білий король · h3 чорний пішак · c2 білий пішак | b7 чорний пішак · a6 чорний король · b6 чорний пішак · e6 чорний пішак · b5 чорний пішак · d5 чорний пішак · f5 чорний пішак · h5 чорний пішак · g3 білий король · h3 чорний пішак · c2 білий пішак | b7 чорний пішак · a6 чорний король · b6 чорний пішак · e6 чорний пішак · b5 чорний пішак · d5 чорний пішак · f5 чорний пішак · h5 чорний пішак · g3 білий король · h3 чорний пішак · c2 білий пішак | b7 чорний пішак · a6 чорний король · b6 чорний пішак · e6 чорний пішак · b5 чорний пішак · d5 чорний пішак · f5 чорний пішак · h5 чорний пішак · g3 білий король · h3 чорний пішак · c2 білий пішак | b7 чорний пішак · a6 чорний король · b6 чорний пішак · e6 чорний пішак · b5 чорний пішак · d5 чорний пішак · f5 чорний пішак · h5 чорний пішак · g3 білий король · h3 чорний пішак · c2 білий пішак | 7 |
| 6 | b7 чорний пішак · a6 чорний король · b6 чорний пішак · e6 чорний пішак · b5 чорний пішак · d5 чорний пішак · f5 чорний пішак · h5 чорний пішак · g3 білий король · h3 чорний пішак · c2 білий пішак | b7 чорний пішак · a6 чорний король · b6 чорний пішак · e6 чорний пішак · b5 чорний пішак · d5 чорний пішак · f5 чорний пішак · h5 чорний пішак · g3 білий король · h3 чорний пішак · c2 білий пішак | b7 чорний пішак · a6 чорний король · b6 чорний пішак · e6 чорний пішак · b5 чорний пішак · d5 чорний пішак · f5 чорний пішак · h5 чорний пішак · g3 білий король · h3 чорний пішак · c2 білий пішак | b7 чорний пішак · a6 чорний король · b6 чорний пішак · e6 чорний пішак · b5 чорний пішак · d5 чорний пішак · f5 чорний пішак · h5 чорний пішак · g3 білий король · h3 чорний пішак · c2 білий пішак | b7 чорний пішак · a6 чорний король · b6 чорний пішак · e6 чорний пішак · b5 чорний пішак · d5 чорний пішак · f5 чорний пішак · h5 чорний пішак · g3 білий король · h3 чорний пішак · c2 білий пішак | b7 чорний пішак · a6 чорний король · b6 чорний пішак · e6 чорний пішак · b5 чорний пішак · d5 чорний пішак · f5 чорний пішак · h5 чорний пішак · g3 білий король · h3 чорний пішак · c2 білий пішак | b7 чорний пішак · a6 чорний король · b6 чорний пішак · e6 чорний пішак · b5 чорний пішак · d5 чорний пішак · f5 чорний пішак · h5 чорний пішак · g3 білий король · h3 чорний пішак · c2 білий пішак | b7 чорний пішак · a6 чорний король · b6 чорний пішак · e6 чорний пішак · b5 чорний пішак · d5 чорний пішак · f5 чорний пішак · h5 чорний пішак · g3 білий король · h3 чорний пішак · c2 білий пішак | 6 |
| 5 | b7 чорний пішак · a6 чорний король · b6 чорний пішак · e6 чорний пішак · b5 чорний пішак · d5 чорний пішак · f5 чорний пішак · h5 чорний пішак · g3 білий король · h3 чорний пішак · c2 білий пішак | b7 чорний пішак · a6 чорний король · b6 чорний пішак · e6 чорний пішак · b5 чорний пішак · d5 чорний пішак · f5 чорний пішак · h5 чорний пішак · g3 білий король · h3 чорний пішак · c2 білий пішак | b7 чорний пішак · a6 чорний король · b6 чорний пішак · e6 чорний пішак · b5 чорний пішак · d5 чорний пішак · f5 чорний пішак · h5 чорний пішак · g3 білий король · h3 чорний пішак · c2 білий пішак | b7 чорний пішак · a6 чорний король · b6 чорний пішак · e6 чорний пішак · b5 чорний пішак · d5 чорний пішак · f5 чорний пішак · h5 чорний пішак · g3 білий король · h3 чорний пішак · c2 білий пішак | b7 чорний пішак · a6 чорний король · b6 чорний пішак · e6 чорний пішак · b5 чорний пішак · d5 чорний пішак · f5 чорний пішак · h5 чорний пішак · g3 білий король · h3 чорний пішак · c2 білий пішак | b7 чорний пішак · a6 чорний король · b6 чорний пішак · e6 чорний пішак · b5 чорний пішак · d5 чорний пішак · f5 чорний пішак · h5 чорний пішак · g3 білий король · h3 чорний пішак · c2 білий пішак | b7 чорний пішак · a6 чорний король · b6 чорний пішак · e6 чорний пішак · b5 чорний пішак · d5 чорний пішак · f5 чорний пішак · h5 чорний пішак · g3 білий король · h3 чорний пішак · c2 білий пішак | b7 чорний пішак · a6 чорний король · b6 чорний пішак · e6 чорний пішак · b5 чорний пішак · d5 чорний пішак · f5 чорний пішак · h5 чорний пішак · g3 білий король · h3 чорний пішак · c2 білий пішак | 5 |
| 4 | b7 чорний пішак · a6 чорний король · b6 чорний пішак · e6 чорний пішак · b5 чорний пішак · d5 чорний пішак · f5 чорний пішак · h5 чорний пішак · g3 білий король · h3 чорний пішак · c2 білий пішак | b7 чорний пішак · a6 чорний король · b6 чорний пішак · e6 чорний пішак · b5 чорний пішак · d5 чорний пішак · f5 чорний пішак · h5 чорний пішак · g3 білий король · h3 чорний пішак · c2 білий пішак | b7 чорний пішак · a6 чорний король · b6 чорний пішак · e6 чорний пішак · b5 чорний пішак · d5 чорний пішак · f5 чорний пішак · h5 чорний пішак · g3 білий король · h3 чорний пішак · c2 білий пішак | b7 чорний пішак · a6 чорний король · b6 чорний пішак · e6 чорний пішак · b5 чорний пішак · d5 чорний пішак · f5 чорний пішак · h5 чорний пішак · g3 білий король · h3 чорний пішак · c2 білий пішак | b7 чорний пішак · a6 чорний король · b6 чорний пішак · e6 чорний пішак · b5 чорний пішак · d5 чорний пішак · f5 чорний пішак · h5 чорний пішак · g3 білий король · h3 чорний пішак · c2 білий пішак | b7 чорний пішак · a6 чорний король · b6 чорний пішак · e6 чорний пішак · b5 чорний пішак · d5 чорний пішак · f5 чорний пішак · h5 чорний пішак · g3 білий король · h3 чорний пішак · c2 білий пішак | b7 чорний пішак · a6 чорний король · b6 чорний пішак · e6 чорний пішак · b5 чорний пішак · d5 чорний пішак · f5 чорний пішак · h5 чорний пішак · g3 білий король · h3 чорний пішак · c2 білий пішак | b7 чорний пішак · a6 чорний король · b6 чорний пішак · e6 чорний пішак · b5 чорний пішак · d5 чорний пішак · f5 чорний пішак · h5 чорний пішак · g3 білий король · h3 чорний пішак · c2 білий пішак | 4 |
| 3 | b7 чорний пішак · a6 чорний король · b6 чорний пішак · e6 чорний пішак · b5 чорний пішак · d5 чорний пішак · f5 чорний пішак · h5 чорний пішак · g3 білий король · h3 чорний пішак · c2 білий пішак | b7 чорний пішак · a6 чорний король · b6 чорний пішак · e6 чорний пішак · b5 чорний пішак · d5 чорний пішак · f5 чорний пішак · h5 чорний пішак · g3 білий король · h3 чорний пішак · c2 білий пішак | b7 чорний пішак · a6 чорний король · b6 чорний пішак · e6 чорний пішак · b5 чорний пішак · d5 чорний пішак · f5 чорний пішак · h5 чорний пішак · g3 білий король · h3 чорний пішак · c2 білий пішак | b7 чорний пішак · a6 чорний король · b6 чорний пішак · e6 чорний пішак · b5 чорний пішак · d5 чорний пішак · f5 чорний пішак · h5 чорний пішак · g3 білий король · h3 чорний пішак · c2 білий пішак | b7 чорний пішак · a6 чорний король · b6 чорний пішак · e6 чорний пішак · b5 чорний пішак · d5 чорний пішак · f5 чорний пішак · h5 чорний пішак · g3 білий король · h3 чорний пішак · c2 білий пішак | b7 чорний пішак · a6 чорний король · b6 чорний пішак · e6 чорний пішак · b5 чорний пішак · d5 чорний пішак · f5 чорний пішак · h5 чорний пішак · g3 білий король · h3 чорний пішак · c2 білий пішак | b7 чорний пішак · a6 чорний король · b6 чорний пішак · e6 чорний пішак · b5 чорний пішак · d5 чорний пішак · f5 чорний пішак · h5 чорний пішак · g3 білий король · h3 чорний пішак · c2 білий пішак | b7 чорний пішак · a6 чорний король · b6 чорний пішак · e6 чорний пішак · b5 чорний пішак · d5 чорний пішак · f5 чорний пішак · h5 чорний пішак · g3 білий король · h3 чорний пішак · c2 білий пішак | 3 |
| 2 | b7 чорний пішак · a6 чорний король · b6 чорний пішак · e6 чорний пішак · b5 чорний пішак · d5 чорний пішак · f5 чорний пішак · h5 чорний пішак · g3 білий король · h3 чорний пішак · c2 білий пішак | b7 чорний пішак · a6 чорний король · b6 чорний пішак · e6 чорний пішак · b5 чорний пішак · d5 чорний пішак · f5 чорний пішак · h5 чорний пішак · g3 білий король · h3 чорний пішак · c2 білий пішак | b7 чорний пішак · a6 чорний король · b6 чорний пішак · e6 чорний пішак · b5 чорний пішак · d5 чорний пішак · f5 чорний пішак · h5 чорний пішак · g3 білий король · h3 чорний пішак · c2 білий пішак | b7 чорний пішак · a6 чорний король · b6 чорний пішак · e6 чорний пішак · b5 чорний пішак · d5 чорний пішак · f5 чорний пішак · h5 чорний пішак · g3 білий король · h3 чорний пішак · c2 білий пішак | b7 чорний пішак · a6 чорний король · b6 чорний пішак · e6 чорний пішак · b5 чорний пішак · d5 чорний пішак · f5 чорний пішак · h5 чорний пішак · g3 білий король · h3 чорний пішак · c2 білий пішак | b7 чорний пішак · a6 чорний король · b6 чорний пішак · e6 чорний пішак · b5 чорний пішак · d5 чорний пішак · f5 чорний пішак · h5 чорний пішак · g3 білий король · h3 чорний пішак · c2 білий пішак | b7 чорний пішак · a6 чорний король · b6 чорний пішак · e6 чорний пішак · b5 чорний пішак · d5 чорний пішак · f5 чорний пішак · h5 чорний пішак · g3 білий король · h3 чорний пішак · c2 білий пішак | b7 чорний пішак · a6 чорний король · b6 чорний пішак · e6 чорний пішак · b5 чорний пішак · d5 чорний пішак · f5 чорний пішак · h5 чорний пішак · g3 білий король · h3 чорний пішак · c2 білий пішак | 2 |
| 1 | b7 чорний пішак · a6 чорний король · b6 чорний пішак · e6 чорний пішак · b5 чорний пішак · d5 чорний пішак · f5 чорний пішак · h5 чорний пішак · g3 білий король · h3 чорний пішак · c2 білий пішак | b7 чорний пішак · a6 чорний король · b6 чорний пішак · e6 чорний пішак · b5 чорний пішак · d5 чорний пішак · f5 чорний пішак · h5 чорний пішак · g3 білий король · h3 чорний пішак · c2 білий пішак | b7 чорний пішак · a6 чорний король · b6 чорний пішак · e6 чорний пішак · b5 чорний пішак · d5 чорний пішак · f5 чорний пішак · h5 чорний пішак · g3 білий король · h3 чорний пішак · c2 білий пішак | b7 чорний пішак · a6 чорний король · b6 чорний пішак · e6 чорний пішак · b5 чорний пішак · d5 чорний пішак · f5 чорний пішак · h5 чорний пішак · g3 білий король · h3 чорний пішак · c2 білий пішак | b7 чорний пішак · a6 чорний король · b6 чорний пішак · e6 чорний пішак · b5 чорний пішак · d5 чорний пішак · f5 чорний пішак · h5 чорний пішак · g3 білий король · h3 чорний пішак · c2 білий пішак | b7 чорний пішак · a6 чорний король · b6 чорний пішак · e6 чорний пішак · b5 чорний пішак · d5 чорний пішак · f5 чорний пішак · h5 чорний пішак · g3 білий король · h3 чорний пішак · c2 білий пішак | b7 чорний пішак · a6 чорний король · b6 чорний пішак · e6 чорний пішак · b5 чорний пішак · d5 чорний пішак · f5 чорний пішак · h5 чорний пішак · g3 білий король · h3 чорний пішак · c2 білий пішак | b7 чорний пішак · a6 чорний король · b6 чорний пішак · e6 чорний пішак · b5 чорний пішак · d5 чорний пішак · f5 чорний пішак · h5 чорний пішак · g3 білий король · h3 чорний пішак · c2 білий пішак | 1 |
|   | a | b | c | d | e | f | g | h |   |

1. h2 c4 2. h1D c5 3. Da1 c6 4. Dh8 cb7 5. Da8 ba8D #
Перетворений чорний ферзь рухається по полях «а1, h8 і а8» і своїми ходами створює малюнок, який зображує букву «Z».
У творі ще втілено білу форму теми ексцельсіор – рух білого пішака із початкового поля до поля перетворення.
|   | a | b | c | d | e | f | g | h |   |
| 8 | c8 чорний кінь · b7 чорний пішак · f7 чорний король · g7 чорний пішак · f6 чорний пішак · g6 чорний кінь · b5 чорний пішак · h5 чорний пішак · a3 чорний слон · c3 чорний пішак · a2 білий пішак · b2 чорний ферзь · d1 білий король | c8 чорний кінь · b7 чорний пішак · f7 чорний король · g7 чорний пішак · f6 чорний пішак · g6 чорний кінь · b5 чорний пішак · h5 чорний пішак · a3 чорний слон · c3 чорний пішак · a2 білий пішак · b2 чорний ферзь · d1 білий король | c8 чорний кінь · b7 чорний пішак · f7 чорний король · g7 чорний пішак · f6 чорний пішак · g6 чорний кінь · b5 чорний пішак · h5 чорний пішак · a3 чорний слон · c3 чорний пішак · a2 білий пішак · b2 чорний ферзь · d1 білий король | c8 чорний кінь · b7 чорний пішак · f7 чорний король · g7 чорний пішак · f6 чорний пішак · g6 чорний кінь · b5 чорний пішак · h5 чорний пішак · a3 чорний слон · c3 чорний пішак · a2 білий пішак · b2 чорний ферзь · d1 білий король | c8 чорний кінь · b7 чорний пішак · f7 чорний король · g7 чорний пішак · f6 чорний пішак · g6 чорний кінь · b5 чорний пішак · h5 чорний пішак · a3 чорний слон · c3 чорний пішак · a2 білий пішак · b2 чорний ферзь · d1 білий король | c8 чорний кінь · b7 чорний пішак · f7 чорний король · g7 чорний пішак · f6 чорний пішак · g6 чорний кінь · b5 чорний пішак · h5 чорний пішак · a3 чорний слон · c3 чорний пішак · a2 білий пішак · b2 чорний ферзь · d1 білий король | c8 чорний кінь · b7 чорний пішак · f7 чорний король · g7 чорний пішак · f6 чорний пішак · g6 чорний кінь · b5 чорний пішак · h5 чорний пішак · a3 чорний слон · c3 чорний пішак · a2 білий пішак · b2 чорний ферзь · d1 білий король | c8 чорний кінь · b7 чорний пішак · f7 чорний король · g7 чорний пішак · f6 чорний пішак · g6 чорний кінь · b5 чорний пішак · h5 чорний пішак · a3 чорний слон · c3 чорний пішак · a2 білий пішак · b2 чорний ферзь · d1 білий король | 8 |
| 7 | c8 чорний кінь · b7 чорний пішак · f7 чорний король · g7 чорний пішак · f6 чорний пішак · g6 чорний кінь · b5 чорний пішак · h5 чорний пішак · a3 чорний слон · c3 чорний пішак · a2 білий пішак · b2 чорний ферзь · d1 білий король | c8 чорний кінь · b7 чорний пішак · f7 чорний король · g7 чорний пішак · f6 чорний пішак · g6 чорний кінь · b5 чорний пішак · h5 чорний пішак · a3 чорний слон · c3 чорний пішак · a2 білий пішак · b2 чорний ферзь · d1 білий король | c8 чорний кінь · b7 чорний пішак · f7 чорний король · g7 чорний пішак · f6 чорний пішак · g6 чорний кінь · b5 чорний пішак · h5 чорний пішак · a3 чорний слон · c3 чорний пішак · a2 білий пішак · b2 чорний ферзь · d1 білий король | c8 чорний кінь · b7 чорний пішак · f7 чорний король · g7 чорний пішак · f6 чорний пішак · g6 чорний кінь · b5 чорний пішак · h5 чорний пішак · a3 чорний слон · c3 чорний пішак · a2 білий пішак · b2 чорний ферзь · d1 білий король | c8 чорний кінь · b7 чорний пішак · f7 чорний король · g7 чорний пішак · f6 чорний пішак · g6 чорний кінь · b5 чорний пішак · h5 чорний пішак · a3 чорний слон · c3 чорний пішак · a2 білий пішак · b2 чорний ферзь · d1 білий король | c8 чорний кінь · b7 чорний пішак · f7 чорний король · g7 чорний пішак · f6 чорний пішак · g6 чорний кінь · b5 чорний пішак · h5 чорний пішак · a3 чорний слон · c3 чорний пішак · a2 білий пішак · b2 чорний ферзь · d1 білий король | c8 чорний кінь · b7 чорний пішак · f7 чорний король · g7 чорний пішак · f6 чорний пішак · g6 чорний кінь · b5 чорний пішак · h5 чорний пішак · a3 чорний слон · c3 чорний пішак · a2 білий пішак · b2 чорний ферзь · d1 білий король | c8 чорний кінь · b7 чорний пішак · f7 чорний король · g7 чорний пішак · f6 чорний пішак · g6 чорний кінь · b5 чорний пішак · h5 чорний пішак · a3 чорний слон · c3 чорний пішак · a2 білий пішак · b2 чорний ферзь · d1 білий король | 7 |
| 6 | c8 чорний кінь · b7 чорний пішак · f7 чорний король · g7 чорний пішак · f6 чорний пішак · g6 чорний кінь · b5 чорний пішак · h5 чорний пішак · a3 чорний слон · c3 чорний пішак · a2 білий пішак · b2 чорний ферзь · d1 білий король | c8 чорний кінь · b7 чорний пішак · f7 чорний король · g7 чорний пішак · f6 чорний пішак · g6 чорний кінь · b5 чорний пішак · h5 чорний пішак · a3 чорний слон · c3 чорний пішак · a2 білий пішак · b2 чорний ферзь · d1 білий король | c8 чорний кінь · b7 чорний пішак · f7 чорний король · g7 чорний пішак · f6 чорний пішак · g6 чорний кінь · b5 чорний пішак · h5 чорний пішак · a3 чорний слон · c3 чорний пішак · a2 білий пішак · b2 чорний ферзь · d1 білий король | c8 чорний кінь · b7 чорний пішак · f7 чорний король · g7 чорний пішак · f6 чорний пішак · g6 чорний кінь · b5 чорний пішак · h5 чорний пішак · a3 чорний слон · c3 чорний пішак · a2 білий пішак · b2 чорний ферзь · d1 білий король | c8 чорний кінь · b7 чорний пішак · f7 чорний король · g7 чорний пішак · f6 чорний пішак · g6 чорний кінь · b5 чорний пішак · h5 чорний пішак · a3 чорний слон · c3 чорний пішак · a2 білий пішак · b2 чорний ферзь · d1 білий король | c8 чорний кінь · b7 чорний пішак · f7 чорний король · g7 чорний пішак · f6 чорний пішак · g6 чорний кінь · b5 чорний пішак · h5 чорний пішак · a3 чорний слон · c3 чорний пішак · a2 білий пішак · b2 чорний ферзь · d1 білий король | c8 чорний кінь · b7 чорний пішак · f7 чорний король · g7 чорний пішак · f6 чорний пішак · g6 чорний кінь · b5 чорний пішак · h5 чорний пішак · a3 чорний слон · c3 чорний пішак · a2 білий пішак · b2 чорний ферзь · d1 білий король | c8 чорний кінь · b7 чорний пішак · f7 чорний король · g7 чорний пішак · f6 чорний пішак · g6 чорний кінь · b5 чорний пішак · h5 чорний пішак · a3 чорний слон · c3 чорний пішак · a2 білий пішак · b2 чорний ферзь · d1 білий король | 6 |
| 5 | c8 чорний кінь · b7 чорний пішак · f7 чорний король · g7 чорний пішак · f6 чорний пішак · g6 чорний кінь · b5 чорний пішак · h5 чорний пішак · a3 чорний слон · c3 чорний пішак · a2 білий пішак · b2 чорний ферзь · d1 білий король | c8 чорний кінь · b7 чорний пішак · f7 чорний король · g7 чорний пішак · f6 чорний пішак · g6 чорний кінь · b5 чорний пішак · h5 чорний пішак · a3 чорний слон · c3 чорний пішак · a2 білий пішак · b2 чорний ферзь · d1 білий король | c8 чорний кінь · b7 чорний пішак · f7 чорний король · g7 чорний пішак · f6 чорний пішак · g6 чорний кінь · b5 чорний пішак · h5 чорний пішак · a3 чорний слон · c3 чорний пішак · a2 білий пішак · b2 чорний ферзь · d1 білий король | c8 чорний кінь · b7 чорний пішак · f7 чорний король · g7 чорний пішак · f6 чорний пішак · g6 чорний кінь · b5 чорний пішак · h5 чорний пішак · a3 чорний слон · c3 чорний пішак · a2 білий пішак · b2 чорний ферзь · d1 білий король | c8 чорний кінь · b7 чорний пішак · f7 чорний король · g7 чорний пішак · f6 чорний пішак · g6 чорний кінь · b5 чорний пішак · h5 чорний пішак · a3 чорний слон · c3 чорний пішак · a2 білий пішак · b2 чорний ферзь · d1 білий король | c8 чорний кінь · b7 чорний пішак · f7 чорний король · g7 чорний пішак · f6 чорний пішак · g6 чорний кінь · b5 чорний пішак · h5 чорний пішак · a3 чорний слон · c3 чорний пішак · a2 білий пішак · b2 чорний ферзь · d1 білий король | c8 чорний кінь · b7 чорний пішак · f7 чорний король · g7 чорний пішак · f6 чорний пішак · g6 чорний кінь · b5 чорний пішак · h5 чорний пішак · a3 чорний слон · c3 чорний пішак · a2 білий пішак · b2 чорний ферзь · d1 білий король | c8 чорний кінь · b7 чорний пішак · f7 чорний король · g7 чорний пішак · f6 чорний пішак · g6 чорний кінь · b5 чорний пішак · h5 чорний пішак · a3 чорний слон · c3 чорний пішак · a2 білий пішак · b2 чорний ферзь · d1 білий король | 5 |
| 4 | c8 чорний кінь · b7 чорний пішак · f7 чорний король · g7 чорний пішак · f6 чорний пішак · g6 чорний кінь · b5 чорний пішак · h5 чорний пішак · a3 чорний слон · c3 чорний пішак · a2 білий пішак · b2 чорний ферзь · d1 білий король | c8 чорний кінь · b7 чорний пішак · f7 чорний король · g7 чорний пішак · f6 чорний пішак · g6 чорний кінь · b5 чорний пішак · h5 чорний пішак · a3 чорний слон · c3 чорний пішак · a2 білий пішак · b2 чорний ферзь · d1 білий король | c8 чорний кінь · b7 чорний пішак · f7 чорний король · g7 чорний пішак · f6 чорний пішак · g6 чорний кінь · b5 чорний пішак · h5 чорний пішак · a3 чорний слон · c3 чорний пішак · a2 білий пішак · b2 чорний ферзь · d1 білий король | c8 чорний кінь · b7 чорний пішак · f7 чорний король · g7 чорний пішак · f6 чорний пішак · g6 чорний кінь · b5 чорний пішак · h5 чорний пішак · a3 чорний слон · c3 чорний пішак · a2 білий пішак · b2 чорний ферзь · d1 білий король | c8 чорний кінь · b7 чорний пішак · f7 чорний король · g7 чорний пішак · f6 чорний пішак · g6 чорний кінь · b5 чорний пішак · h5 чорний пішак · a3 чорний слон · c3 чорний пішак · a2 білий пішак · b2 чорний ферзь · d1 білий король | c8 чорний кінь · b7 чорний пішак · f7 чорний король · g7 чорний пішак · f6 чорний пішак · g6 чорний кінь · b5 чорний пішак · h5 чорний пішак · a3 чорний слон · c3 чорний пішак · a2 білий пішак · b2 чорний ферзь · d1 білий король | c8 чорний кінь · b7 чорний пішак · f7 чорний король · g7 чорний пішак · f6 чорний пішак · g6 чорний кінь · b5 чорний пішак · h5 чорний пішак · a3 чорний слон · c3 чорний пішак · a2 білий пішак · b2 чорний ферзь · d1 білий король | c8 чорний кінь · b7 чорний пішак · f7 чорний король · g7 чорний пішак · f6 чорний пішак · g6 чорний кінь · b5 чорний пішак · h5 чорний пішак · a3 чорний слон · c3 чорний пішак · a2 білий пішак · b2 чорний ферзь · d1 білий король | 4 |
| 3 | c8 чорний кінь · b7 чорний пішак · f7 чорний король · g7 чорний пішак · f6 чорний пішак · g6 чорний кінь · b5 чорний пішак · h5 чорний пішак · a3 чорний слон · c3 чорний пішак · a2 білий пішак · b2 чорний ферзь · d1 білий король | c8 чорний кінь · b7 чорний пішак · f7 чорний король · g7 чорний пішак · f6 чорний пішак · g6 чорний кінь · b5 чорний пішак · h5 чорний пішак · a3 чорний слон · c3 чорний пішак · a2 білий пішак · b2 чорний ферзь · d1 білий король | c8 чорний кінь · b7 чорний пішак · f7 чорний король · g7 чорний пішак · f6 чорний пішак · g6 чорний кінь · b5 чорний пішак · h5 чорний пішак · a3 чорний слон · c3 чорний пішак · a2 білий пішак · b2 чорний ферзь · d1 білий король | c8 чорний кінь · b7 чорний пішак · f7 чорний король · g7 чорний пішак · f6 чорний пішак · g6 чорний кінь · b5 чорний пішак · h5 чорний пішак · a3 чорний слон · c3 чорний пішак · a2 білий пішак · b2 чорний ферзь · d1 білий король | c8 чорний кінь · b7 чорний пішак · f7 чорний король · g7 чорний пішак · f6 чорний пішак · g6 чорний кінь · b5 чорний пішак · h5 чорний пішак · a3 чорний слон · c3 чорний пішак · a2 білий пішак · b2 чорний ферзь · d1 білий король | c8 чорний кінь · b7 чорний пішак · f7 чорний король · g7 чорний пішак · f6 чорний пішак · g6 чорний кінь · b5 чорний пішак · h5 чорний пішак · a3 чорний слон · c3 чорний пішак · a2 білий пішак · b2 чорний ферзь · d1 білий король | c8 чорний кінь · b7 чорний пішак · f7 чорний король · g7 чорний пішак · f6 чорний пішак · g6 чорний кінь · b5 чорний пішак · h5 чорний пішак · a3 чорний слон · c3 чорний пішак · a2 білий пішак · b2 чорний ферзь · d1 білий король | c8 чорний кінь · b7 чорний пішак · f7 чорний король · g7 чорний пішак · f6 чорний пішак · g6 чорний кінь · b5 чорний пішак · h5 чорний пішак · a3 чорний слон · c3 чорний пішак · a2 білий пішак · b2 чорний ферзь · d1 білий король | 3 |
| 2 | c8 чорний кінь · b7 чорний пішак · f7 чорний король · g7 чорний пішак · f6 чорний пішак · g6 чорний кінь · b5 чорний пішак · h5 чорний пішак · a3 чорний слон · c3 чорний пішак · a2 білий пішак · b2 чорний ферзь · d1 білий король | c8 чорний кінь · b7 чорний пішак · f7 чорний король · g7 чорний пішак · f6 чорний пішак · g6 чорний кінь · b5 чорний пішак · h5 чорний пішак · a3 чорний слон · c3 чорний пішак · a2 білий пішак · b2 чорний ферзь · d1 білий король | c8 чорний кінь · b7 чорний пішак · f7 чорний король · g7 чорний пішак · f6 чорний пішак · g6 чорний кінь · b5 чорний пішак · h5 чорний пішак · a3 чорний слон · c3 чорний пішак · a2 білий пішак · b2 чорний ферзь · d1 білий король | c8 чорний кінь · b7 чорний пішак · f7 чорний король · g7 чорний пішак · f6 чорний пішак · g6 чорний кінь · b5 чорний пішак · h5 чорний пішак · a3 чорний слон · c3 чорний пішак · a2 білий пішак · b2 чорний ферзь · d1 білий король | c8 чорний кінь · b7 чорний пішак · f7 чорний король · g7 чорний пішак · f6 чорний пішак · g6 чорний кінь · b5 чорний пішак · h5 чорний пішак · a3 чорний слон · c3 чорний пішак · a2 білий пішак · b2 чорний ферзь · d1 білий король | c8 чорний кінь · b7 чорний пішак · f7 чорний король · g7 чорний пішак · f6 чорний пішак · g6 чорний кінь · b5 чорний пішак · h5 чорний пішак · a3 чорний слон · c3 чорний пішак · a2 білий пішак · b2 чорний ферзь · d1 білий король | c8 чорний кінь · b7 чорний пішак · f7 чорний король · g7 чорний пішак · f6 чорний пішак · g6 чорний кінь · b5 чорний пішак · h5 чорний пішак · a3 чорний слон · c3 чорний пішак · a2 білий пішак · b2 чорний ферзь · d1 білий король | c8 чорний кінь · b7 чорний пішак · f7 чорний король · g7 чорний пішак · f6 чорний пішак · g6 чорний кінь · b5 чорний пішак · h5 чорний пішак · a3 чорний слон · c3 чорний пішак · a2 білий пішак · b2 чорний ферзь · d1 білий король | 2 |
| 1 | c8 чорний кінь · b7 чорний пішак · f7 чорний король · g7 чорний пішак · f6 чорний пішак · g6 чорний кінь · b5 чорний пішак · h5 чорний пішак · a3 чорний слон · c3 чорний пішак · a2 білий пішак · b2 чорний ферзь · d1 білий король | c8 чорний кінь · b7 чорний пішак · f7 чорний король · g7 чорний пішак · f6 чорний пішак · g6 чорний кінь · b5 чорний пішак · h5 чорний пішак · a3 чорний слон · c3 чорний пішак · a2 білий пішак · b2 чорний ферзь · d1 білий король | c8 чорний кінь · b7 чорний пішак · f7 чорний король · g7 чорний пішак · f6 чорний пішак · g6 чорний кінь · b5 чорний пішак · h5 чорний пішак · a3 чорний слон · c3 чорний пішак · a2 білий пішак · b2 чорний ферзь · d1 білий король | c8 чорний кінь · b7 чорний пішак · f7 чорний король · g7 чорний пішак · f6 чорний пішак · g6 чорний кінь · b5 чорний пішак · h5 чорний пішак · a3 чорний слон · c3 чорний пішак · a2 білий пішак · b2 чорний ферзь · d1 білий король | c8 чорний кінь · b7 чорний пішак · f7 чорний король · g7 чорний пішак · f6 чорний пішак · g6 чорний кінь · b5 чорний пішак · h5 чорний пішак · a3 чорний слон · c3 чорний пішак · a2 білий пішак · b2 чорний ферзь · d1 білий король | c8 чорний кінь · b7 чорний пішак · f7 чорний король · g7 чорний пішак · f6 чорний пішак · g6 чорний кінь · b5 чорний пішак · h5 чорний пішак · a3 чорний слон · c3 чорний пішак · a2 білий пішак · b2 чорний ферзь · d1 білий король | c8 чорний кінь · b7 чорний пішак · f7 чорний король · g7 чорний пішак · f6 чорний пішак · g6 чорний кінь · b5 чорний пішак · h5 чорний пішак · a3 чорний слон · c3 чорний пішак · a2 білий пішак · b2 чорний ферзь · d1 білий король | c8 чорний кінь · b7 чорний пішак · f7 чорний король · g7 чорний пішак · f6 чорний пішак · g6 чорний кінь · b5 чорний пішак · h5 чорний пішак · a3 чорний слон · c3 чорний пішак · a2 білий пішак · b2 чорний ферзь · d1 білий король | 1 |
|   | a | b | c | d | e | f | g | h |   |

1. Le7 a4 2. Dh2 a5  3. Db8 a6 
4. Sd6 a7 5. Df8 a8D 6.Se8 Da2 #
Буква «Z» викреслюється чорним ферзем знизу вверх.
В задачі ще втілено білу форму теми ексцельсіор.
|   | a | b | c | d | e | f | g | h |   |
| 8 | a8 чорний король · a7 чорний кінь · b7 чорний пішак · e7 чорний пішак · d6 чорний пішак · f5 чорний пішак · g5 білий король · c4 чорний пішак · h3 білий кінь · g2 чорний пішак · h2 чорний пішак · f1 чорний ферзь · h1 чорний кінь | a8 чорний король · a7 чорний кінь · b7 чорний пішак · e7 чорний пішак · d6 чорний пішак · f5 чорний пішак · g5 білий король · c4 чорний пішак · h3 білий кінь · g2 чорний пішак · h2 чорний пішак · f1 чорний ферзь · h1 чорний кінь | a8 чорний король · a7 чорний кінь · b7 чорний пішак · e7 чорний пішак · d6 чорний пішак · f5 чорний пішак · g5 білий король · c4 чорний пішак · h3 білий кінь · g2 чорний пішак · h2 чорний пішак · f1 чорний ферзь · h1 чорний кінь | a8 чорний король · a7 чорний кінь · b7 чорний пішак · e7 чорний пішак · d6 чорний пішак · f5 чорний пішак · g5 білий король · c4 чорний пішак · h3 білий кінь · g2 чорний пішак · h2 чорний пішак · f1 чорний ферзь · h1 чорний кінь | a8 чорний король · a7 чорний кінь · b7 чорний пішак · e7 чорний пішак · d6 чорний пішак · f5 чорний пішак · g5 білий король · c4 чорний пішак · h3 білий кінь · g2 чорний пішак · h2 чорний пішак · f1 чорний ферзь · h1 чорний кінь | a8 чорний король · a7 чорний кінь · b7 чорний пішак · e7 чорний пішак · d6 чорний пішак · f5 чорний пішак · g5 білий король · c4 чорний пішак · h3 білий кінь · g2 чорний пішак · h2 чорний пішак · f1 чорний ферзь · h1 чорний кінь | a8 чорний король · a7 чорний кінь · b7 чорний пішак · e7 чорний пішак · d6 чорний пішак · f5 чорний пішак · g5 білий король · c4 чорний пішак · h3 білий кінь · g2 чорний пішак · h2 чорний пішак · f1 чорний ферзь · h1 чорний кінь | a8 чорний король · a7 чорний кінь · b7 чорний пішак · e7 чорний пішак · d6 чорний пішак · f5 чорний пішак · g5 білий король · c4 чорний пішак · h3 білий кінь · g2 чорний пішак · h2 чорний пішак · f1 чорний ферзь · h1 чорний кінь | 8 |
| 7 | a8 чорний король · a7 чорний кінь · b7 чорний пішак · e7 чорний пішак · d6 чорний пішак · f5 чорний пішак · g5 білий король · c4 чорний пішак · h3 білий кінь · g2 чорний пішак · h2 чорний пішак · f1 чорний ферзь · h1 чорний кінь | a8 чорний король · a7 чорний кінь · b7 чорний пішак · e7 чорний пішак · d6 чорний пішак · f5 чорний пішак · g5 білий король · c4 чорний пішак · h3 білий кінь · g2 чорний пішак · h2 чорний пішак · f1 чорний ферзь · h1 чорний кінь | a8 чорний король · a7 чорний кінь · b7 чорний пішак · e7 чорний пішак · d6 чорний пішак · f5 чорний пішак · g5 білий король · c4 чорний пішак · h3 білий кінь · g2 чорний пішак · h2 чорний пішак · f1 чорний ферзь · h1 чорний кінь | a8 чорний король · a7 чорний кінь · b7 чорний пішак · e7 чорний пішак · d6 чорний пішак · f5 чорний пішак · g5 білий король · c4 чорний пішак · h3 білий кінь · g2 чорний пішак · h2 чорний пішак · f1 чорний ферзь · h1 чорний кінь | a8 чорний король · a7 чорний кінь · b7 чорний пішак · e7 чорний пішак · d6 чорний пішак · f5 чорний пішак · g5 білий король · c4 чорний пішак · h3 білий кінь · g2 чорний пішак · h2 чорний пішак · f1 чорний ферзь · h1 чорний кінь | a8 чорний король · a7 чорний кінь · b7 чорний пішак · e7 чорний пішак · d6 чорний пішак · f5 чорний пішак · g5 білий король · c4 чорний пішак · h3 білий кінь · g2 чорний пішак · h2 чорний пішак · f1 чорний ферзь · h1 чорний кінь | a8 чорний король · a7 чорний кінь · b7 чорний пішак · e7 чорний пішак · d6 чорний пішак · f5 чорний пішак · g5 білий король · c4 чорний пішак · h3 білий кінь · g2 чорний пішак · h2 чорний пішак · f1 чорний ферзь · h1 чорний кінь | a8 чорний король · a7 чорний кінь · b7 чорний пішак · e7 чорний пішак · d6 чорний пішак · f5 чорний пішак · g5 білий король · c4 чорний пішак · h3 білий кінь · g2 чорний пішак · h2 чорний пішак · f1 чорний ферзь · h1 чорний кінь | 7 |
| 6 | a8 чорний король · a7 чорний кінь · b7 чорний пішак · e7 чорний пішак · d6 чорний пішак · f5 чорний пішак · g5 білий король · c4 чорний пішак · h3 білий кінь · g2 чорний пішак · h2 чорний пішак · f1 чорний ферзь · h1 чорний кінь | a8 чорний король · a7 чорний кінь · b7 чорний пішак · e7 чорний пішак · d6 чорний пішак · f5 чорний пішак · g5 білий король · c4 чорний пішак · h3 білий кінь · g2 чорний пішак · h2 чорний пішак · f1 чорний ферзь · h1 чорний кінь | a8 чорний король · a7 чорний кінь · b7 чорний пішак · e7 чорний пішак · d6 чорний пішак · f5 чорний пішак · g5 білий король · c4 чорний пішак · h3 білий кінь · g2 чорний пішак · h2 чорний пішак · f1 чорний ферзь · h1 чорний кінь | a8 чорний король · a7 чорний кінь · b7 чорний пішак · e7 чорний пішак · d6 чорний пішак · f5 чорний пішак · g5 білий король · c4 чорний пішак · h3 білий кінь · g2 чорний пішак · h2 чорний пішак · f1 чорний ферзь · h1 чорний кінь | a8 чорний король · a7 чорний кінь · b7 чорний пішак · e7 чорний пішак · d6 чорний пішак · f5 чорний пішак · g5 білий король · c4 чорний пішак · h3 білий кінь · g2 чорний пішак · h2 чорний пішак · f1 чорний ферзь · h1 чорний кінь | a8 чорний король · a7 чорний кінь · b7 чорний пішак · e7 чорний пішак · d6 чорний пішак · f5 чорний пішак · g5 білий король · c4 чорний пішак · h3 білий кінь · g2 чорний пішак · h2 чорний пішак · f1 чорний ферзь · h1 чорний кінь | a8 чорний король · a7 чорний кінь · b7 чорний пішак · e7 чорний пішак · d6 чорний пішак · f5 чорний пішак · g5 білий король · c4 чорний пішак · h3 білий кінь · g2 чорний пішак · h2 чорний пішак · f1 чорний ферзь · h1 чорний кінь | a8 чорний король · a7 чорний кінь · b7 чорний пішак · e7 чорний пішак · d6 чорний пішак · f5 чорний пішак · g5 білий король · c4 чорний пішак · h3 білий кінь · g2 чорний пішак · h2 чорний пішак · f1 чорний ферзь · h1 чорний кінь | 6 |
| 5 | a8 чорний король · a7 чорний кінь · b7 чорний пішак · e7 чорний пішак · d6 чорний пішак · f5 чорний пішак · g5 білий король · c4 чорний пішак · h3 білий кінь · g2 чорний пішак · h2 чорний пішак · f1 чорний ферзь · h1 чорний кінь | a8 чорний король · a7 чорний кінь · b7 чорний пішак · e7 чорний пішак · d6 чорний пішак · f5 чорний пішак · g5 білий король · c4 чорний пішак · h3 білий кінь · g2 чорний пішак · h2 чорний пішак · f1 чорний ферзь · h1 чорний кінь | a8 чорний король · a7 чорний кінь · b7 чорний пішак · e7 чорний пішак · d6 чорний пішак · f5 чорний пішак · g5 білий король · c4 чорний пішак · h3 білий кінь · g2 чорний пішак · h2 чорний пішак · f1 чорний ферзь · h1 чорний кінь | a8 чорний король · a7 чорний кінь · b7 чорний пішак · e7 чорний пішак · d6 чорний пішак · f5 чорний пішак · g5 білий король · c4 чорний пішак · h3 білий кінь · g2 чорний пішак · h2 чорний пішак · f1 чорний ферзь · h1 чорний кінь | a8 чорний король · a7 чорний кінь · b7 чорний пішак · e7 чорний пішак · d6 чорний пішак · f5 чорний пішак · g5 білий король · c4 чорний пішак · h3 білий кінь · g2 чорний пішак · h2 чорний пішак · f1 чорний ферзь · h1 чорний кінь | a8 чорний король · a7 чорний кінь · b7 чорний пішак · e7 чорний пішак · d6 чорний пішак · f5 чорний пішак · g5 білий король · c4 чорний пішак · h3 білий кінь · g2 чорний пішак · h2 чорний пішак · f1 чорний ферзь · h1 чорний кінь | a8 чорний король · a7 чорний кінь · b7 чорний пішак · e7 чорний пішак · d6 чорний пішак · f5 чорний пішак · g5 білий король · c4 чорний пішак · h3 білий кінь · g2 чорний пішак · h2 чорний пішак · f1 чорний ферзь · h1 чорний кінь | a8 чорний король · a7 чорний кінь · b7 чорний пішак · e7 чорний пішак · d6 чорний пішак · f5 чорний пішак · g5 білий король · c4 чорний пішак · h3 білий кінь · g2 чорний пішак · h2 чорний пішак · f1 чорний ферзь · h1 чорний кінь | 5 |
| 4 | a8 чорний король · a7 чорний кінь · b7 чорний пішак · e7 чорний пішак · d6 чорний пішак · f5 чорний пішак · g5 білий король · c4 чорний пішак · h3 білий кінь · g2 чорний пішак · h2 чорний пішак · f1 чорний ферзь · h1 чорний кінь | a8 чорний король · a7 чорний кінь · b7 чорний пішак · e7 чорний пішак · d6 чорний пішак · f5 чорний пішак · g5 білий король · c4 чорний пішак · h3 білий кінь · g2 чорний пішак · h2 чорний пішак · f1 чорний ферзь · h1 чорний кінь | a8 чорний король · a7 чорний кінь · b7 чорний пішак · e7 чорний пішак · d6 чорний пішак · f5 чорний пішак · g5 білий король · c4 чорний пішак · h3 білий кінь · g2 чорний пішак · h2 чорний пішак · f1 чорний ферзь · h1 чорний кінь | a8 чорний король · a7 чорний кінь · b7 чорний пішак · e7 чорний пішак · d6 чорний пішак · f5 чорний пішак · g5 білий король · c4 чорний пішак · h3 білий кінь · g2 чорний пішак · h2 чорний пішак · f1 чорний ферзь · h1 чорний кінь | a8 чорний король · a7 чорний кінь · b7 чорний пішак · e7 чорний пішак · d6 чорний пішак · f5 чорний пішак · g5 білий король · c4 чорний пішак · h3 білий кінь · g2 чорний пішак · h2 чорний пішак · f1 чорний ферзь · h1 чорний кінь | a8 чорний король · a7 чорний кінь · b7 чорний пішак · e7 чорний пішак · d6 чорний пішак · f5 чорний пішак · g5 білий король · c4 чорний пішак · h3 білий кінь · g2 чорний пішак · h2 чорний пішак · f1 чорний ферзь · h1 чорний кінь | a8 чорний король · a7 чорний кінь · b7 чорний пішак · e7 чорний пішак · d6 чорний пішак · f5 чорний пішак · g5 білий король · c4 чорний пішак · h3 білий кінь · g2 чорний пішак · h2 чорний пішак · f1 чорний ферзь · h1 чорний кінь | a8 чорний король · a7 чорний кінь · b7 чорний пішак · e7 чорний пішак · d6 чорний пішак · f5 чорний пішак · g5 білий король · c4 чорний пішак · h3 білий кінь · g2 чорний пішак · h2 чорний пішак · f1 чорний ферзь · h1 чорний кінь | 4 |
| 3 | a8 чорний король · a7 чорний кінь · b7 чорний пішак · e7 чорний пішак · d6 чорний пішак · f5 чорний пішак · g5 білий король · c4 чорний пішак · h3 білий кінь · g2 чорний пішак · h2 чорний пішак · f1 чорний ферзь · h1 чорний кінь | a8 чорний король · a7 чорний кінь · b7 чорний пішак · e7 чорний пішак · d6 чорний пішак · f5 чорний пішак · g5 білий король · c4 чорний пішак · h3 білий кінь · g2 чорний пішак · h2 чорний пішак · f1 чорний ферзь · h1 чорний кінь | a8 чорний король · a7 чорний кінь · b7 чорний пішак · e7 чорний пішак · d6 чорний пішак · f5 чорний пішак · g5 білий король · c4 чорний пішак · h3 білий кінь · g2 чорний пішак · h2 чорний пішак · f1 чорний ферзь · h1 чорний кінь | a8 чорний король · a7 чорний кінь · b7 чорний пішак · e7 чорний пішак · d6 чорний пішак · f5 чорний пішак · g5 білий король · c4 чорний пішак · h3 білий кінь · g2 чорний пішак · h2 чорний пішак · f1 чорний ферзь · h1 чорний кінь | a8 чорний король · a7 чорний кінь · b7 чорний пішак · e7 чорний пішак · d6 чорний пішак · f5 чорний пішак · g5 білий король · c4 чорний пішак · h3 білий кінь · g2 чорний пішак · h2 чорний пішак · f1 чорний ферзь · h1 чорний кінь | a8 чорний король · a7 чорний кінь · b7 чорний пішак · e7 чорний пішак · d6 чорний пішак · f5 чорний пішак · g5 білий король · c4 чорний пішак · h3 білий кінь · g2 чорний пішак · h2 чорний пішак · f1 чорний ферзь · h1 чорний кінь | a8 чорний король · a7 чорний кінь · b7 чорний пішак · e7 чорний пішак · d6 чорний пішак · f5 чорний пішак · g5 білий король · c4 чорний пішак · h3 білий кінь · g2 чорний пішак · h2 чорний пішак · f1 чорний ферзь · h1 чорний кінь | a8 чорний король · a7 чорний кінь · b7 чорний пішак · e7 чорний пішак · d6 чорний пішак · f5 чорний пішак · g5 білий король · c4 чорний пішак · h3 білий кінь · g2 чорний пішак · h2 чорний пішак · f1 чорний ферзь · h1 чорний кінь | 3 |
| 2 | a8 чорний король · a7 чорний кінь · b7 чорний пішак · e7 чорний пішак · d6 чорний пішак · f5 чорний пішак · g5 білий король · c4 чорний пішак · h3 білий кінь · g2 чорний пішак · h2 чорний пішак · f1 чорний ферзь · h1 чорний кінь | a8 чорний король · a7 чорний кінь · b7 чорний пішак · e7 чорний пішак · d6 чорний пішак · f5 чорний пішак · g5 білий король · c4 чорний пішак · h3 білий кінь · g2 чорний пішак · h2 чорний пішак · f1 чорний ферзь · h1 чорний кінь | a8 чорний король · a7 чорний кінь · b7 чорний пішак · e7 чорний пішак · d6 чорний пішак · f5 чорний пішак · g5 білий король · c4 чорний пішак · h3 білий кінь · g2 чорний пішак · h2 чорний пішак · f1 чорний ферзь · h1 чорний кінь | a8 чорний король · a7 чорний кінь · b7 чорний пішак · e7 чорний пішак · d6 чорний пішак · f5 чорний пішак · g5 білий король · c4 чорний пішак · h3 білий кінь · g2 чорний пішак · h2 чорний пішак · f1 чорний ферзь · h1 чорний кінь | a8 чорний король · a7 чорний кінь · b7 чорний пішак · e7 чорний пішак · d6 чорний пішак · f5 чорний пішак · g5 білий король · c4 чорний пішак · h3 білий кінь · g2 чорний пішак · h2 чорний пішак · f1 чорний ферзь · h1 чорний кінь | a8 чорний король · a7 чорний кінь · b7 чорний пішак · e7 чорний пішак · d6 чорний пішак · f5 чорний пішак · g5 білий король · c4 чорний пішак · h3 білий кінь · g2 чорний пішак · h2 чорний пішак · f1 чорний ферзь · h1 чорний кінь | a8 чорний король · a7 чорний кінь · b7 чорний пішак · e7 чорний пішак · d6 чорний пішак · f5 чорний пішак · g5 білий король · c4 чорний пішак · h3 білий кінь · g2 чорний пішак · h2 чорний пішак · f1 чорний ферзь · h1 чорний кінь | a8 чорний король · a7 чорний кінь · b7 чорний пішак · e7 чорний пішак · d6 чорний пішак · f5 чорний пішак · g5 білий король · c4 чорний пішак · h3 білий кінь · g2 чорний пішак · h2 чорний пішак · f1 чорний ферзь · h1 чорний кінь | 2 |
| 1 | a8 чорний король · a7 чорний кінь · b7 чорний пішак · e7 чорний пішак · d6 чорний пішак · f5 чорний пішак · g5 білий король · c4 чорний пішак · h3 білий кінь · g2 чорний пішак · h2 чорний пішак · f1 чорний ферзь · h1 чорний кінь | a8 чорний король · a7 чорний кінь · b7 чорний пішак · e7 чорний пішак · d6 чорний пішак · f5 чорний пішак · g5 білий король · c4 чорний пішак · h3 білий кінь · g2 чорний пішак · h2 чорний пішак · f1 чорний ферзь · h1 чорний кінь | a8 чорний король · a7 чорний кінь · b7 чорний пішак · e7 чорний пішак · d6 чорний пішак · f5 чорний пішак · g5 білий король · c4 чорний пішак · h3 білий кінь · g2 чорний пішак · h2 чорний пішак · f1 чорний ферзь · h1 чорний кінь | a8 чорний король · a7 чорний кінь · b7 чорний пішак · e7 чорний пішак · d6 чорний пішак · f5 чорний пішак · g5 білий король · c4 чорний пішак · h3 білий кінь · g2 чорний пішак · h2 чорний пішак · f1 чорний ферзь · h1 чорний кінь | a8 чорний король · a7 чорний кінь · b7 чорний пішак · e7 чорний пішак · d6 чорний пішак · f5 чорний пішак · g5 білий король · c4 чорний пішак · h3 білий кінь · g2 чорний пішак · h2 чорний пішак · f1 чорний ферзь · h1 чорний кінь | a8 чорний король · a7 чорний кінь · b7 чорний пішак · e7 чорний пішак · d6 чорний пішак · f5 чорний пішак · g5 білий король · c4 чорний пішак · h3 білий кінь · g2 чорний пішак · h2 чорний пішак · f1 чорний ферзь · h1 чорний кінь | a8 чорний король · a7 чорний кінь · b7 чорний пішак · e7 чорний пішак · d6 чорний пішак · f5 чорний пішак · g5 білий король · c4 чорний пішак · h3 білий кінь · g2 чорний пішак · h2 чорний пішак · f1 чорний ферзь · h1 чорний кінь | a8 чорний король · a7 чорний кінь · b7 чорний пішак · e7 чорний пішак · d6 чорний пішак · f5 чорний пішак · g5 білий король · c4 чорний пішак · h3 білий кінь · g2 чорний пішак · h2 чорний пішак · f1 чорний ферзь · h1 чорний кінь | 1 |
|   | a | b | c | d | e | f | g | h |   |

b) з матової позиції  a8 → g1
a) 1. Df1 - a1 Sh3-Sf4 2. Da1 - h8 Sf4-Sd5 3. Dh8 - b8 Sd5-Sb6 #
b) 1. Db8 - h8 Sb6-Sd5 2. Dh8 - a1 Sd5-Sf4 3. Da1 - f1 Sf4-Sh3 #
Двічі проходить тема Зет і двічі проходить тема Залокоцького: чорна і біла (повна) форма – зворотний маршрут чорних і білих фігур. Близнюки Фіхтнера